# Том Брејди
Томас Едвард Патрик Брејди Млађи (енгл. Thomas Edward Patrick Brady Jr.; Сан Матео, 3. август 1977) амерички је спортски коментатор и бивши професионални играч америчког фудбала који је играо на позицији квотербека. Првих 20 година провео је у Њу Ингланд патриотсима, гдје је био главни играч у најбољем периоду клуба, од 2001. до 2019. године, када су шест пута освојили титулу првака НФЛ лиге, девет пута титулу првака конференције и 17 пута титулу првака дивизије, након чега је прешао у Тампа Беј баканирсе, са којима је освојио, рекордну, седму титулу. Сматра се најбољим квотербеком и играчем америчкога фудбала свих времена. Пет пута је био МВП Супербоула, три пута МВП лиге и два пута офанзивни играч лиге. Рекордер је по броју побједа у каријери, као и по броју постигнутих тачдауна.
Након што је играо на колеџу за Мичиген, изабран је као 199. пик укупно на драфту 2000, у шестој рунди, од стране Њу Ингланда, чиме је стекао репутацију највеће крађе на драфту у НФЛ-у. У другој сезони, постао је стартни квотербек, а Њу Ингланд је освојио прву титулу у Супербоулу. Као главни стартер тима током 18 сезона, предводио је тим до 17 титула првака дивизије (укључујући 11 заредом, од 2009. до 2019), 13 титула првака конференције (укључујући осам заредом, од 2011. до 2018), као и до девет наступа и шест титула у Супербоулу, што је рекорд за неког играча у лиги, а такође, Њу Ингланд се са шест титула изједначио на првом мјесту са Питсбург стилерсима. Године 2020. прешао је у Тампа Беј баканирсе, са којима је освојио титулу у Супербоулу исте сезоне, чиме је повећао свој рекорд на десет наступа и седам титула. У фебруару 2022. објавио је да завршава каријеру, али је затим одлучио да одигра још једну сезону и, након двије сезоне заредом током којих је његов тим изгубио у плеј-офу, завршио је каријеру у фебруару 2023. године. Од 2024. договорио је да буде главни експертски коментатор за НФЛ на мрежи Fox Sports.
Рекордер је по броју покушаја додавања, јарди након додавања, тачдауна након додавања и по броју утакмица које је стартовао, а такође је рекордер по броју учешћа на на Ол-стар мечу — Про боулу, гдје је учествовао 15 пута. Квотербек је са највише побједа у каријери, највише побједа у регуларном дијелу НФЛ лиге, највише побједа у плеј офу; рекордер је са највише МВП награда у Супербоулу, а једини је играч који је добио МВП награду са два различита тима и једини је играч који је освојио Супербоул у три различите деценије. Са 40 година, постао је најстарији играч који је добио МВП награду, за најкориснијег играча НФЛ лиге, а са 43 године, постао је најстарији играч који је добио МВП награду у Супербоулу, као и најстарији стартни квотербек који је освојио Супербоул. Једини је квотербек који је проглашен у идеални тим НФЛ лиге у двије различите деценије: 2000—2009 и 2010—2019, а такође, сврстан је у идеални тим НФЛ лиге свих времена 2019. године, поводом стогодишњице лиге. Два пута је добио награду за спортисту године по избору часописа Sports Illustrated, 2005. и 2021. године, поставши четврти спортиста који је награду добио два пута, уз Тајгера Вудса, Стефа Карија и Леброна Џејмса

## Дјетињство
Том Брејди је рођен у Сан Матеу, Калифорнија, 3. августа 1977, као четврто дијете и први син Џелин Патрисије и Томаса Брејдија старијег. Има три старије сестре — Ненси, Јулију и Морин, а одгајан је као католик; његов отац је по поријеклу Ирац, док његова мајка има њемачких, пољских, шведских и норвешких предака. Двоје од Брејдијевих предака по очевој страни, Џон и Бриџет Брејди, избјегли су из Ирске у Бостон, одакле су се преселили у Сан Франциско прије почетка Америчког грађанског рата. Са њима су дошли и Бриџетина сестра Ен са мужем, родитељи играча бејзбола — Пита Мегана. Његов предак — Мајкл Букли, био је први амерички заробљеник у Другом свјетском рату.
Током 1980-их, редовно је долазио на утакмице Сан Франциско фортинајнерса, у Кандлестик парку, а био је фан квотербека Џоа Монтане, кога је назвао идолом и инспирацијом. Са четири године, присуствовао је плеј оф утакмици између Сан Франциска и Далас каубојса 1991, на којем је Монтана бацио хватање за Двајта Кларка, за побједу од 28:27, 51 секунду прије краја, а утакмица је означена као једна од најбољих свих времена. Као дијете, ишао је у камп колеџа Сан Матео, гдје је учио да баца, од стране савјетника на колеџу и будућег квотербека у НФЛ-у — Тонија Грацијанија. Упркос великом ривалству између тимова, одрастао је као навијач и Лос Анђелес лејкерса и Бостон селтикса.
Ишао је у средњу школу Џуниперо Сера, у Сан Матеу, гдје је дипломирао 1995, а церемонија је одржана у катедрали Сент Мери. У средњој школи, играо је амерички фудбал, кошарку и бејзбол, а играо је против Пата Барела и у фудбалу и у бејзболу, док су касније постали ривали и на колеџу. Каријеру је почео у јуниорском тиму Падрес, гдје је играо као резервни квотербек. У почетку, није био довољно добар да би био стартер, док је тим изгубио свих осам утакмица, а нису постигли ниједан тачдаун цијеле године. Ушао је у прву поставу када је стартни квотербек био повријеђен, након чега је остао стартер у јуниорској сезони и остао је на позицији док није матурирао. У сениорској години, посматрали су га скаути са колеџа. Направио је касету својих потеза и послао је школама које је намјеравао да похађа, због чега су многи фудбалски програми са универзитета били заинтересовани за њега.
У то доба, за регрутовање играча, није био много истакнут ренкинг играча и Брејди је третиран као потенцијал. Нашао се у идеалном тиму средњих школа у Америци, а након процеса регрутовања, сузио је избор на пет школа. Његов отац је изјавио: „вјероватно они који су нам се јавили и упарили смо списак на којем су били Кал—Берклеј, UCLA, USC, Мичиген и Илиноис.“ Као навијач Кала, његов отац се надао да ће отићи у Кал—Берклеј и да ће моћи да га гледа како игра.
Био је познат као добар бејзбол играч у средњој школи. Био је хватач удараца лијевом руком, а његове вјештине привукле су многе скуте тимова из МЛБ лиге и на драфту 1995, изабрали су га Монтреал експоси као 18 пика. У Монтреалу су сматрали да ће моћи да буде Ол-стар играч и понудили су му новац који је био уобичајен за играче изабране крајем друге рунде драфта или почетком треће. Ипак, више га је занимао фудбал и одлучио је да настави фудбалску каријеру. Помоћни тренер фудбалског тима универзитета Мичиген — Бил Харис, понудио му је да игра за тим и прешао је у Мичиген 1995. Каријеру у средњој школи завршио је са комплетирана 236 додавања од 447, за 3,702 јарде и 31 тачдаун. Добио је награду за МВП-ија тима и ушао је у идеални тим свих средњих школа САД.
Током летњег распуста 1998. и 1999, био је приправник у компанији Merrill Lynch. Године 2003, уврштен је у кућу славних средње школе Џуниперо Сера, заједно са Беријем Бондсом, Лином Сваном, Грегом Џеферисом и Џимом Фрегосијем. Када је посјетио школу поново, послије Супербоула XLVI, 2012, школски администратори су објавили да су преименовали школски стадион у стадион Брејди.

## Каријера на колеџу
У периоду од 1995. до 1999, играо је фудбал за универзитет Мичиген. Био је резервни квотербек током прве двије године, док је стартни квотербек био Брајан Грис, а тим је 1997. завршио без пораза и освојили су шампионат Роуз Боул, а са Небраском, подијелили су титулу националног шампионата. Кад се уписао на Мичиген, био је седми на листи и није добијао минутажу. Унајмио је спортског психолога, како би му помогао да се носи са фрустрацијом и анксиозношћу, а размишљао је да пређе у Кал—Беркелеј. Радио је са помоћником спортског директора — Грегом Харденом, са којим се састајао сваке недеље како би изградио самопоуздање и побољшао перформансе на терену. У емисији 60 минута 2014, изјавио је: „он ће увијек бити неко на кога могу да се ослоним за савјет и менторство. Помогао ми је са професионалним проблемима, и у спорту и у животу. Грег ме је стварно гурао у правцу у којем нисам био сигуран да могу да идем.“
Под тренером Лојдом Кером, борио се за мјесто стартера са Дрјуом Хенсоном, а у сезонама 1998. и 1999, стартовао је сваку утакмицу, док је у сениорској сезони био капитен.
У првој сезони у којој је био стартер, поставио је рекорд Мичигена по броју покушаја додавања и комплетираних додавања у једној сезони, са укупно 214. Поставио је рекорд школе по броју додавања на утакмици против Охаја, у поразу од 31:16, у сезони када је Мичиген подијелио титулу у конференцији са Охајом и Висконсином, са по седам побједа и једним поразом. У финалу лиге, Мичиген је побиједио Арканзас 45:31 и освојили су титулу.
У сезони 1999, поново је био стартер, испред Хенсона, а њих двојица су се мијењали по четвртинама; Брејди је играо у првој четвртини, а Хенсон у другој, након чега би тренер Кер одлучио ко ће играти у другом полувремену. Сезону су почели са свих пет побједа на првих пет утакмица, укључујући побједу од 26:22 против Нотр Дама и побједу на гостовању Висконсину. На утакмици против Мичиген Стејта, првобитно је био на клупи у другом полувремену; након што су губили 17 разлике, тренер га је вратио у игру и предводио је тим до изједначења, али су на крају ипак изгубили 34:31. Након додавања од 300 јарди наредне недеље, Кар је одлучио да Брејди буде први квотербек до краја сезоне. Предводио је тим до четири побједе након преокрета у четвртој четвртини, укључујући и побједу од 31:27 против Пен Стејта. Такође је предводио тим до побједе против Индијане 34:31 и у последњу утакмицу у регуларном дијелу ушли су са три побједе заредом након преокрета, због чега је добио надимак „клинац преокрета“.
Сезону су завршили против Охаја. На пет минута до краја, било је неријешено, 17:17, а затим их је Брејди предводио до побједе 24:17. Предводио је тим до побједе након продужетка против Алабаме у оранџ боулу, упутивши додавања за 369 јарди и четири тачдауна. У првом полувремену, губили су 14:0, након чега су преокренули на 28:14, а затим побиједили 35:34 након продужетка.
На двије сезоне у којима је био стартер, остварио је резултат од 20 побједа и пет пораза, укључујући побједе у Ситрус боулу 1999. и Оранџ боулу 2000. Каријеру на колеџу је завршио као трећи најбољи играч Мичигена по броју покушаја додавања, са 710, од чега су 442 била успјешна, четврти по броју јарди након додавања, са 5,351 и 62,3% успјешности, као и на петом мјесту по броју тачдауна након додавања, са 35. Студије на Мичигену је завршио у децембру 1999, са дипломом генералних студија.

### Статистика
| Сезона   | Тим      | Додавања | Додавања | Додавања | Додавања | Додавања | Додавања | Додавања | Додавања | Трчање | Трчање | Трчање | Трчање |
| Сезона   | Тим      | КД       | ПД       | %        | ЈД       | Ј/П      | ТД       | ПЛ       | РП       | ПТ     | ЈТ     | Про.   | ТД     |
| -------- | -------- | -------- | -------- | -------- | -------- | -------- | -------- | -------- | -------- | ------ | ------ | ------ | ------ |
| 1996.    | Мичиген  | 3        | 5        | 60.0     | 26       | 5.2      | 0        | 1        | 63.7     | —      | —      | —      | —      |
| 1997.    | Мичиген  | 12       | 15       | 80.0     | 103      | 6.9      | 0        | 0        | 137.7    | 2      | −14    | −7.0   | 0      |
| 1998.    | Мичиген  | 200      | 323      | 61.9     | 2,427    | 7.5      | 14       | 10       | 133.1    | 54     | −105   | −1.9   | 2      |
| 1999.    | Мичиген  | 180      | 295      | 61.0     | 2,217    | 7.5      | 16       | 6        | 138.0    | 34     | −31    | −0.9   | 1      |
| Каријера | Каријера | 395      | 638      | 61.9     | 4,773    | 7.5      | 30       | 17       | 134.9    | 90     | −150   | −1.7   | 3      |

## Професионална каријера

### Преглед
Описан је као релативно мали таленат након завршетка факултета, а након што на тесту прије драфта, који су посматрали тренери, генерални менаџери и скаути тимова из НФЛ-а, није остварио добре резултате, то мишљење се још више појачало. Након теста, о њему су рекли: „Лоше грађе, мршав, недостаје му одличне тјелесне грађе и снаге, недостаје му мобилност и способност да избјегне гужву, недостаје му заиста јака рука, не може да прогура лопту према доље, не баца заиста затегнуту спиралу, играч системског типа који може да буде изложен ако буде приморан да импровизује, лако бива оборен.“ Због свега тога, није изабран до шесте рунде на драфту 2000, када су га, као 199 пика укупно, изабрали Њу Ингланд патриотси, а био је седми квотербек који је одабран. Његови успјеси као додавача приписани су његовој радној етици, такмичарском духу, свјесности када је у „џепу“, што представља зид од играча који окружују квотербека, као и интелигенцији.
У току 21 године у каријери, стартовао је 344 утакмице, 299 у регионалном дијелу и 45 у плеј офу, што је највише од било којег квотербека у историји, а такође, стартовао је највише утакмица за један тим од било којег квотербека у историји лиге. Током прве сезоне, био је резервни квотербек, а 2008. је пропустио већи дио сезоне због повреде, док је на осталих 19 сезона био примарни стартер. Сезона 2008. је једина у којој није био стартер, док само један пут није учествовао у плеј офу, у сезони 2002, када је по први пут био стартер на свих 16 утакмица у регуларном дијелу. Предводио је тим до 17 титула у АФЦ конференцији, док је, 18 пут када је учествовао у плеј офу, са Тампа Беј баканирсима 2020, по први учествовао након што је његов тим прошао преко специјалне позивнице, као један од два најбоља другопласирана тима у дивизији.
Побиједио је на укупно 264 утакмице, од чега на 230 у регуларном дијелу и на 34 у плеј офу, што је највише од било којег квотербека. Има проценат побједа од .767, што је највише од било којег квотербека у лиги који је одиграо минимум 100 утакмица. Једини је квотербек са више од 200 побједа у регуларном дијелу, а са 34 побједе у плеј офу, има дупло више побједа од другопласираног; једини је квотербек у историји лиге који је једну сезону завршио са свим побједама у регуларном дијелу, остваривши то са Њу Ингландом 2007. Укупно је 14 пута учествовао на Про боулу, по чему је изједначен на првом мјесту са још четири играча, Тонијем Гонзалесом, Брусом Метјузом, Пејтоном Менингом и Мерлином Олсеном, а три пута је проглашен за МВП-ија лиге: 2007, 2010. и 2017. Награду за МВП-ија 2010. добио је једногласно, што је било први пут у историји да је неки играч добио награду једногласно. Године 2007, добио је награду за спортисту године од стране удружења новинских агенција — Associated Press, чиме је постао други играч у историји из НФЛ-а који је добио награду, након Џоа Монтане. Такође, он и Монтана су једини играчи који су више пута добили награде за МВП-ија лиге и Супербоула.
За 19 сезона током којих је био примарни стартер, са тимовима је освојио седам титула у Супербоулу, што је највише од било којег играча у историји лиге; такође, са Њу Ингландом је освојио шест титула, по чему је тим изједначен са Питсбургом са највише титула у лиги. Укупно, десет пута је играо у Супербоулу, више од пола сезона у којима је био стартер и више од било којег тима у лиги, изузев Њу Ингланда. Заједно са Манингом, једини је стартни квотербек који је освојио Супербоул са више тимова; пет пута је проглашен за МВП-ија Супербоула, по чему је такође рекордер, а једини је играч који је награду добио играјући за два различита клуба: четири пута док је играо за Њу Ингланд и једном за Тампа Беј.
Лидер је лиге по броју пређених јарди, покушајима додавања, успјешних додавања и тачдауна након додавања. Рекордер је по броју остварених јарди након додавања, као и по броју успјешних додавања у плеј офу, док је рекордер по покушајима додавања и тачдауна након додавања и у регуларном дијелу и у плеј офу. Укупно је стартовао 344 утакмице у каријери и једини је квотербек у НФЛ-у који је у два наврата стартовао по минимум сто утакмица заредом. Његов низ од 111 утакмица заредом које је стартовао од 2001. до 2008. прекинут је због повреде, а други низ, од 112 утакмица, у периоду од 2009. до 2016, прекинут је када је суспендован због сумњи да је намјерно испумпао све лопте пред финале конференције 2014. Због дуговјечности, такође је поставио бројне рекорде по старости у НФЛ-у; најстарији је играч који је добио награду за МВП-ија лиге, са 40 година, а такође, најстарији је играч који је добио награду за МВП-ија Супербоула и који је освојио Супербоул, са 43 године.
У Њу Ингланду, заједно са тренером — Билом Беличиком, формирао је најуспјешнији тандем квотербек—тренер у историји НФЛ-а. Сматрају се најважнијим у периоду доминације Њу Ингланда, од 2001. до 2019, због чега је период назван Ера Брејдија и Беличека, а поређена је са ером Мајкла Џордана и Фила Џексона, који су са Чикаго булсима освојили шест титула у НБА лиги. Њихова ера означена је као једна од најбољих у историји спорта, а Њу Ингланд је поставио рекорд по наступу у Супербоулу, са 11 наступа, уз шест титула, по чему су изједначени са Питсбург стилерсима. У првој сезони када је играо као примарни стартер, 2001, тим је освојио прву титулу у Супербоулу, након чега су освојили још двије титуле заредом. Поставили су рекорд по броју побједа заредом, са 21 побједом, у регуларном дијелу и плеј офу, у периоду у којем је Брејди остварио свих десет побједа заредом на својих првих десет утакмица у плеј офу, чиме је поставио нови рекорд.
Остао је лидер тима и у наредним годинама, али нису освојили Супербоул деценију након што су освојили два заредом, а поражени су у два финала. У сезони 2007, Њу Ингланд је остварио свих 18 побједа, у регуларном дијелу и плеј офу, након чега су изгубили у Супербоулу од Њујорк џајантса. Четврту титулу освојио је 2014, након чега је играо три Супербоула заредом, од 2016. до 2018. и освојио је два, чиме је дошао до шест титула.
Као један од најодлокованијих и најиспуњенијих играча, сматра се најбољим квотербеком свих времена. Такође, сматра се једним од најбољих играча у историји НФЛ-а, као и једним од најбољих спортиста свих времена.

### Њу Ингланд патриотси

#### 2000: Драфт и руки сезона
| 1,93 m (6 ft 4 in)                                        | 96 kg (211 lb) | 5,28 | 1,75 | 2,99 | 4,38 | 7.20 | 61 cm (24 in) | 2,51 m (8 ft 3 in) |  | 33 |
| Сви подаци су према тестирању прије драфта — NFL Combine. |                |      |      |      |      |      |               |                    |  |    |

Изабран је као 199 пик, као компензациони пик, у шестој рунди на драфту 2000. Он и његова породица вјеровали су да ће бити изабран у другој или трећој рунди; гледали су драфт на телевизији и били су разочарани кад је шест квотербекова изабрано прије њега, а Брејди је био толико посрамљен да је напустио кућу током шесте рунде. А када се присјећао тога у интервјуу 11 година касније, плакао је. Касније је изјавио да су га из Њу Ингланда обавијестили да ће бити драфтован и да је био захвалан што не мора да буде продавац осигурања. Судећи према књизи Мајкла Холија — Владавина Патриотса, Њу Ингланд је разматрао Брејдија и Тима Ратеја, а обојица су добили позитивне оцјене од тренера — Дика Ребејна, а управа је изабрала Брејдија. Сматрајући га накнадним успјехом, многи аналитичари означили су га као најбољег пика на драфту свих времена. Власник Њу Ингланда — Роберт Крафт, касније је изјавио: „и даље имам слику Тома Брејдија како улази на стари стадион Фоксборо са кутијом пице испод руке, мршави пасуљ. И када ми је пришао и рекао ‚здраво господине Крафт‘, хтио је да каже ко је, али ја сам рекао ‚,знам ко си ти, ти си Том Брејди. Ти си наш избор у шестој рунди драфта‘. Он ме је погледао у очи и рекао је ‚ја сам најбоља одлука коју је ова организација икад донијела‘. Изгледа да би могао да буде у праву.“
Сезону је почео као четврти избор на мјесту квотербека у тиму, иза стартера — Друа Бледсоа и резервиста — Џона Фриза и Мајкла Бишопа; до краја сезоне 2000, пробио се до другог мјеста на позицији, иза Бледсоа. Током руки сезоне, имао је једно успјешно додавање из три покушаја, за шест јарди. Род Рутлиџ је ухватио његово једино успјешно додавање на утакмици, против Детроит лајонса, 23. новембра.

#### 2001: Улазак у стартну поставу и први Супербоул
Са Бледсоом који је био стартни квотербек, Њу Ингланд је сезону почео са поразом на гостовању 23:17 против Синсинати бенгалса. На другој утакмици и првој кући, 23. септембра, играли су против Њујорк џетса, а Бледсо је поново био стартер; у четвртој четвртини, добио је унутрашње крварење након ударца играча Џетса — Моа Луиса. Вратио се у следећој серији напада, али га је замијенио Брејди за последњу серију. Њујорк је побиједио 10:3, а Њу Ингланд је почео сезону са оба пораза. На трећој утакмици у сезони, био је стартер по први пут, у побједи од 44:3 против Индијанаполис колтса.
На петој утакмици, против Сан Дијего чарџерса, Њу Ингланд је губио 26:16 у четвртој четвртини, након чега је Брејди предводио два напада за изједначење и продужетке, гдје је намјестио гол из поља за побједу. Утакмицу је завршио са 33 додавања из 54 покушаја, за 364 јарде и два тачдауна, због чега је добио награду за офанзивног играча недеље у конференцији, по први пут у каријери. Наредне недеље, у реваншу против Индијанаполиса, имао је рејтинг додавања 148,3 у побједи од 38:17. Тим је побиједио на 11 од 14 утакмица у којима је стартовао, од чега шест заредом на крају сезоне, за титулу у дивизији АФЦ Исток и улазак у плеј оф. Сезону је завршио са додавањима за 2,843 јарде и 18 тачдауна, захваљујући чему је добио позивницу за Про боул по први пут.
У првој утакмици у плеј офу, против Оукланд рејдерса, бацио је за 312 јарди и предводио је тим до продужетка, након што су губили десет разлике у четвртој четвртини. У продужетку, побиједили су голом из поља Адама Винатијерија. Током четврте четвртине, на два минута до краја, док је Њу Ингланд губио са три разлике, Брејди је изгубио контролу над лоптом након што га је ударио корнебек Оукланда и његов бивши саиграч из Мичигена — Чарлс Вудсон. Оукланд је дошао до лопте и играчи су почели да славе, али је због правила гурања, које гласи: „било који покрет руку квотербека ка напријед је започето додавање, чак иако квотербек изгуби лопту док покушава да је врати назад при тијелу“, судија прегледао снимак и вратио лопту играчима Њу Ингланда, показујући да је то било недовршено додавање, а не ничија лопта. Утакмицу је завршио са 32 додавања из 52 покушаја, за 312 јарди и једном пресјеченом лоптом.
У финалу АФЦ конференције, против Питсбурга, повриједио је кољено и замијенио га је Бледсо. Њу Ингланд је побиједио 24:17 и пласирали су се у Супербоул, гдје су играли против Сент Луис рамса, који су у финалу НФЦ конференције побиједили Лас Вегас.
Од повреде кољена опоравио се на вријеме за Супербоул XXXVI, који је игран недељу дана након финала конференције, у Супердому Луизијана, у Њу Орлеансу. Иако нису били фаворити, Патриотси су играли добро, заустављајући нападе Сент Луиса током прве три четвртине и водили су 17:3. У четвртој четвртини, Сент Луис је дошао до изједначења на минут и по до краја; Њу Ингланд је освојио лопту на својој линији од 17 јарди, а није им преостао ниједан тајмаут. Аналитичар и бивши освајач Супербоула као тренер — Џон Маден, изјавио је у преносу да играчи треба да чувају лопту док не истекне вријеме и да покушају да побиједе на продужетке. Умјесто тога, Брејди је водио напад тима до 31 јарде на линији Сент Луиса, након чега је створио позицију за шут из поља, на седам секунди до краја, а Винатијери је дао гол са 48 јарди на истеку времена, за побједу од 20:17, чиме је Њу Ингланд освојио прву титулу у историји. Брејди је добио награду за МВП-ија Супербоула, са додавањима за 145 јарди и један тачдаун; са 24 године и шест мјесеци, постао је најмлађи квотербек који је освојио Супербоул, оборивши рекорд Џоа Нејсмита и Монтане, који су освојили титуле са 25 година, седам мјесеци и 13 дана. Бледсо је трејдован у Буфало билсе на крају сезоне, чиме је потврђен статус Брејдија као стартног квотербека.

#### 2002: Без плеј офа
На првој утакмици у сезони 2002, упутио је додавања за 294 јарде и три тачдауна, у побједи од 30:14 против Питсбурга и добио је награду за офанзивног играча недеље у конференцији по трећи пут. Њу Ингланд је сезону завршио са девет побједа и седам пораза и били су изједначени са Њујорк џетсима и Мајами долфинсима на табели у дивизији, али је Њујорк освојио титулу због бољег међусобног скора. Такође, имали су лошији скор од другопласираних тимова у четири дивизије АФЦ конференције и нису успјели да се пласирају у плеј оф преко специјалне позивнице, коју добијају по два најбоља другопласирана тима из обје конференције; у избору за мјесто у АФЦ-у, побиједили су их Индијанаполис колтси и Кливленд браунси, који су имали најбољи резултат у утакмицама против осталих тимова који су завршили на другом мјесту у дивизијама. Сезону је завршио са процентом са рејтингом проласка од 85,7, уз 14 пресјечених лопти, а био је најбољи у лиги по броју тачдауна након додавања, са 28.

#### 2003–2004: Двије титуле заредом
Након што је Њу Ингланд остварио двије побједе и два пораза на прве четири утакмице у сезони 2003, предводио је тим до 12 узастопних побједа у остатку сезоне, коју су завршили са 14 побједа и два пораза и освојили титулу првака дивизије. На 14 утакмици, у побједи од 12:0 против Мајамија, постигао је гол ногом са 36 јарди. Сезону је завршио са додавањима за 3,620 јарди и 23 тачдауна, а завршио је на трећем мјесту у избору за МВП-ија, иза Пејтона Менинга и Стива Мекнира, који су подијелили награду.
У плеј офу, Њу Ингланд је, због најбољег резултата у конференцији, био слободан у првој рунди, након чега су побиједили Тенеси тајтансе у другој рунди, 17:14. У финалу конференције, побиједили су Индијанаполис 24:14 и пласирали се у Супербоул, гдје су играли против Каролина пантерса. Њу Ингланд је побиједио 32:29, а Брејди је освојио титулу по други пут, а такође, по други пут је добио награду за МВП-ија Супербоула. Током утакмице, упутио је додавања за 354 јарде и три тачдауна и поставио је рекорд по броју остварених додавања у Супербоулу од стране квотербека, са 32. На минут и осам секунди до краја утакмице, при резултату 29:29, остварио је пет додавања, која су довела до позиције за гол из поља са удаљености од 41 јарде, који је постигао Винатијери за побједу.
У сезони 2004, предводио је тим до пет побједа заредом на почетку сезоне, односно до 21 побједе заредом, након што су у претходној сезони остварили 15. Њихово постигнуће добило је мјесто у кући славних, иако су званично изједначили рекорд од 18 побједа заредом у регионалном дијелу, јер се не рачуна плеј оф. Сезону су завршили са 14 побједа и два пораза, чиме су изједначили резултат из претходне сезоне и поставили рекорд по броју побједа тима који брани титулу. Такође, Њу Ингланд је освојио титулу у дивизији трећи пут за четири године. Остварио је додавања за 3,692 јарде и 28 тачдауна, док му је рејтинг додавања био 92,6 и изгласан је за наступ у Про боулу, по други пут у каријери.
У плеј офу, предводио је тим до побједе од 20:3 против Индијанаполиса у другој рунди и до побједе од 41:27 против Питсбурга у финалу конференције. Ноћ пред утакмицу против Питсбурга, имао је температуру 39,4 °C, због чега је примио интравенозну терапију; упркос томе, одиграо је најбољу утакмицу у сезони. Против најбоље одбране у лиги те сезоне, остварио је рејтинг додавања од 130,5, што му је био најбољи рејтинг у сезони. У Супербоулу XXXIX, Њу Ингланд је побиједио Филаделфију 24:21 и освојили су титулу по трећи пут у четири године, чиме су постали први тим који је то остварио након Даласа, који је освојио три титуле у периоду од 1993. до 1996. На утакмици, остварио је додавања за 236 јарди и два тачдауна.

#### 2005—2006: Титуле у дивизији
Током сезоне 2005, три ранинбека су се повриједила — Кори Дилион, Патрик Пас и Кевин Фолк, због чега се тим више ослањао на додавања Брејдија,који је такође морао да се навикне на новог центра — Раса хочстајна и новог ранинбека — Хета Еванса. Сезону је завршио са додавањима за 4,110 јарди и 26 тачдауна, по чему је био лидер лиге. Њу Ингланд је завршио са десет побједа и шест пораза, чиме су освојили трећу титулу првака дивизије заредом, а Брејди је изгласан за Про боул по трећи пут.
У првој рунди плеј офа, упутио је додавања за 201 јарду и три тачдауна, у побједи од 28:3 против Џексонвил џагуарса. У другој рунди, Њу Ингланд је изгубио од Денвер бронкоса 23:13. Брејди је на утакмици остварио додавања за 341 јарду и један тачдаун, а двије лопте су му биле пресјечене, у првом поразу у плеј офу у каријери, након десет побједа заредом. На крају сезоне, откривено је да је играо са спортском килом од децембра.
У сезони 2006, предводио је тим до 12 побједа и 4 пораза, чиме су освојили четврту титулу првака дивизије заредом, али су се у плеј оф пласирали као четврти тим у конференцији и морали су да играју од прве рунде. Сезону је завршио са додавањима за 3,529 јарди и 24 тачдауна. Првобитно није био изабран за Про боул, али је добио позив да замијени Филипа Риверса из Сан Дијега, који је због повреде морао да одустане од наступа на утакмици; ипак, одбио је позивницу.
У првој рунди плеј офа, остварио је 22 додавања из 34 покушаја, за 212 јарди и два тачдауна, у побједи од 37:16 против Њујорк џетса. У другој рунди, Њу Ингланд је играо против Сан Дијега у гостима, што је било први пут за Брејдија да је играо у плеј офу у Калифорнији. Многи су сматрали да је Сан Дијего први фаворит за освајање Супербоула и водили су на полувремену 14:10. На осам минута до краја четврте четвртине, при вођству Сан Дијега 21:13, Њу Ингланд је започео своју серију од четири напада; Мајрон Мекри је пресјекао лопту Брејдија, али је хватач — Трој Браун, избио лопту из руку Мекрију, а ничију лопту је узео хватач — Реч Калдвел који је реализовао први напад за Њу Ингланд. У наредним серијама напада, Брејди је упутио додавање за тачдаун Колдвела, а Фулк је постигао гол за два поена и изједначење 21:21. У последњем нападу, Брејди је упутио додавање од 49 јарди до Колдвела, који је затим намјестио гол из поља за Стивена Гостковског за вођство од 24:21, минут и 10 секунди прије краја. Сан Дијего је кренуо у освајање терена у нападу, након чега је Нејт Кединг шутирао на гол из поља, али је промашио и Њу Ингланд је побиједио.
У финалу конференције, Њу Ингланд је играо против Индијанаполиса, што је био трећи пут за четири године да играју у плеј офу. На полувремену, водили су 21:6, након чега је Пејтон Менинг предводио Индијанаполис до преокрета и побједе 38:34. Брејди је остварио 21 додавање из 34 покушаја, за 232 јарде и један тачдаун, уз једну пресјечену лопту.

#### 2007: Све побједе и МВП лиге
Пред почетак сезоне 2007, Њу Ингланд је довео крилне хватаче — Донтеа Стелворта, Веса Векера, Келија Вашингтона и Рендија Моса; хватача — Кајла Брејдија и ранинбека — Сема Мориса, а многи новинари су изјавили да је Брејди имао једну од најбољих сезона од стране неког квотербека. Предводио је тим до свих 16 побједа у регуларном дијелу, први пут у историји, а просјечно су побјеђивали противнике са 37:17. Такође, остварио је више рекорда у каријери, за тим и у лиги; добио је награду за најбољег офанзивног играча недеље у конференцији пет пута. На шестој утакмици, у побједи од 48:27 против Даласа, остварио је пет додавања за тачдаун, чиме је поставио рекорд каријере на једној утакмици. Такође, са побједом на утакмици, изједначио се са Роџером Стаубахом, са највише побједа икада од стране стартног квотербека на првих сто утакмица у регуларном дијелу сезоне, са 76. На наредној утакмици, у побједи од 49:28 против Мајамија, упутио је додавања за шест тачдауна, чиме је поставио рекорд у каријери и рекорд Њу Ингланда од стране квотербека на једној утакмици; такође, на тој утакмици, постигао је први пут максимални рејтинг додавања, од 158,3, остваривши 21 додавање из 25 покушаја, за 354 јарде и шест тачдауна, без пресјечене лопте. Двије недеље касније, у побједи од 24:20 против Индијанаполиса, упутио је додавања за три тачдауна, девету утакмицу заредом, чиме је срушио рекорд Менинга у лиги, од осам утакмица заредом. На последњој утакмици у регуларном дијелу, упутио је додавање за 50 тачдаун у сезони, чиме је срушио рекорд Менинга од 49 тачдауна квотербека у једној сезони, који је поставио 2004.
Сезону је завршио са додавањима за 4,806 јарди и 50 тачдауна, уз осам пресјечених лопти и са највећим рејтингом додавања у каријери, од 117,2. Године 2013, мрежа ESPN је, једногласно на гласању, изабрала његову сезону као најбољу сезону додавања свих времена у НФЛ-у. Његов однос од осам пресјечених лопти након додавања и 50 тачдауна, био је рекорд у лиги у том тренутку, а такође, постао је први квотербек који је упутио додавања за 50 тачдауна; Њу Ингланд је постао први тим у историји који је сезону завршио са свим побједама, откад је уведен систем од 16 утакмица 1978. Предводио је напад тима који је поставио рекорд лиге са постигнутих 589 поена и 75 тачдауна у сезони. Са укупно 50 тачдауна након додавања, Њу Ингланд је дошао до четвртог мјеста са највише тачдауна након додавања у историји. Брејди је добио награду за МВП-ија лиге по први пут, а такође, добио је награду за офанзивног играча године. Проглашен је за најбољег спортисту године од стране новинске агенције Associated Press, поставши први играч из НФЛ-а који је добио награду након Монтане 1990. Имао је најбољу сезону у дотадашњој каријери и изабран је за Про боул четврти пут, а по први пут је уврштен у идеални први тим лиге.
У првој рунди у плеј офу, Њу Ингланд је био слободан, а у другој рунди, играли су против Џексонвила. Утакмицу је почео рекордом плеј офа од 16 успјешних додавања из 16 покушаја, а завршио је са 26 додавања из 28 покушаја, остваривши проценат додавања од 92.9%, што је највећи проценат додавања, на минимум 20 покушаја, у историји НФЛ лиге, рачунајући и регуларни дио и плеј оф. Њу Ингланд је побиједио 31:20, чиме је изједначио рекорд Мајамија из 1972, са 17 побједа у једној сезони.
У финалу конференције, остварио је додавања за 209 јарди и два тачдауна, уз три пресјечене лопте, у побједи од 21:12 против Сан Дијега, чиме је Њу Ингланд дошао до свих 18 побједа у сезони и пласирали су се у Супербоул по четврти пут за седам година. Остварио је стоту побједу у каријери, чиме је поставио рекорд лиге као квотербек коме је било потребно најмање утакмица за сто побједа; остварио је сто побједа на 116 утакмица и срушио је рекорд Монтане за 16 утакмица. У Супербоулу XLII, против Њујорка, био је под великим притиском и секован је пет пута, али је успио да упути додавање до Моса, који је постигао тачдаун за вођство на мање од три минута до краја утакмице. Њујорк је у последњем нападу постигао тачдаун, за побједу од 17:14, чиме су спријечили Њу Ингланд да постане први тим са свим побједама у историји лиге, од проширења регуларног дијела на 16 утакмица.

#### 2008: Повреда
Током предсезоне 2008, није играо ниједну утакмицу, због двије различите повреде стопала. На првој утакмици у сезони 2008, у побједи од 17:10 против Канзас Ситија, повриједио је кољено на средини прве четвртине, приликом постизања сејфтија од стране играча Канзаса — Бернарда Полара; изашао је са утакмице и није се враћао. Тим је касније потврдио да ће морати на операцију и да неће играти до краја сезоне. Покидао је лигаменте предње укрштене везе и медијални колатерални лигамент. Због повреде, морао је да прекине низ од 111 узастопних стартова. Доктор Нел Елтрач, извео је операцију реконструкције предњег укрштеног лигамента, у болници У Лос Анђелесу, 6. октобра, користећи његову тетиву да замијени покидани лигамент, а такође је медијални лигамент замијенио одвојеним резовима у лијевом кољену. Због инфекције ране, морали су да чисте рану више пута од почетка процеса и примио је четири антибиотика због тога, што је одложило његов опоравак. Без Брејдија, Њу Ингланд је завршио сезону са 11 побједа и пет пораза, чиме су били изједначени на првом мјесту у дивизији са Мајамијем, али је Мајами освојио титулу првака дивизије због бољег међусобног резултата. Такође, у поретку другопласираних тимова, иза Балтимор рејвенса и Индијанаполиса и нису се пласирали у плеј оф по први пут након 2002.

#### 2009: Повратак и титула у дивизији
На првој утакмици након скоро годину дана паузе, на почетку сезоне 2009, остварио је додавања за 378 јарди и два тачдауна, против Буфало билса. На три минута до краја утакмице, Њу Ингланд је губио 24:13, након чега је Брејди упутио додавања Бенџамину Вотсону за два тачдауна и побједу од 25:24.
На дан 18. октобра, у побједи од 59:0 против Тенесија, поставио је рекорд по броју тачдауна у једној четвртини, упутивши додавања за пет тачдауна у другој четвртини, док је на цијелој утакмици упутио 29 додавања из 34 покушаја, за 380 јарди и шест тачдауна, уз рејтинг додавања 152,8. Њу Ингланд је са 59:0, изједначио рекорд побједе са највећом разликом од 1970, након спајања АФЛ-а и НФЛ-а, такође, поставили су рекорд са највећом разликом на полувремену, када су водили 45:0.
Регуларни дио сезоне завршио је са додавањима за 4,398 јарди и 28 тачдауна, остваривши рејтинг од 96,2, упркос томе што је током сезоне поломио домали прст и три ребра. Изабран је међу резерве за Про боул и добио је награду за повратак године у НФЛ-у.
У првој рунди плеј офа, упутио је додавања за 154 јарде и два тачдауна, уз три пресјечене лопте, у поразу од Балтимора 33:14, што је био његов први пораз у каријери у плеј офу кући и први пораз Њу Ингланда кући у плеј офу од 1978.

#### 2010: МВП по други пут
На дан 10. септембра 2010, потписао је четворогодишњи продужетак уговора, вриједан 72 милиона долара, чиме је постао најплаћенији играч у лиги; уговор је такође укључивао и 48,5 милиона гарантованог новца.
На дан 4. октобра, постао је најбржи квотербек који је остварио стотину побједа у регуларном дијелу, побједом од 41:14 против Мајамија. На Дан захвалности, 25. новембра, у побједи од 45:24 против Детроита, остварио је максимални рејтинг додавања по други пут у каријери, први пут након 2007, упутивши 21 додавање из 27 покушаја, за 341 јарду и четири тачдауна, без пресјечене лопте. Недељу дана касније, у побједи од 45:3 против Њујорк џетса, поставио је рекорд са 26 побједа заредом кући у регуларном дијелу, срушивши рекорд Брета Фавра. Сезону је завршио са додавањима за 3,900 јарди и 36 тачдауна, уз само четири пресјечене лопте.
Изабран је за стартера на Про боулу 2011, али је одустао од утакмице због операције на десном стопалу, како би санирао повреду коју је задобио 2008; замијенио га је Мет Касел из Канзаса, бивши резервни квотербек у Њу Ингланду. Једногласно је изабран у идеални тим лиге и добио је награду за најбољег офанзивног играча лиге, а такође, по други пут у каријери је добио награду за МВП-ија. На првој листи од 100 најбољих играча у НФЛ-у, која је креирана гласањем играча, изабран је на прво мјесто.
Након што је Њу Ингланд регуларни дио завршио на првом мјесту, били су слободни у првој рунди плеј офа. У другој рунди, остварио је 29 додавања из 44 покушаја, за 299 јарди и два тачдауна, уз једну пресјечену лопту, у поразу 28:21 од Њујорка; на утакмици, прекинут је његов рекорд од 340 додавања без пресјечене лопте.

#### 2011: Пораз у Супербоулу
На првој утакмици у сезони 2011, у побједи од 38:24 против Мајамија, остварио је додавања за 517 јарди, чиме је поставио рекорд каријере по броју јарди на једној утакмици, четири тачдауна и једну пресјечену лопту, захваљујући чему је добио награду за офанзивног играча недеље у конференцији. Током утакмице, бацио је једно додавање од 99 јарди, чиме је изједначио рекорд са највише јарди у једном додавању, који је поставио Вес Векер. На последњој утакмици у регуларном дијелу, у побједи од 49:21 против Буфала, остварио је додавања за 338 јарди и три тачдауна, чиме је постао четврти играч у историји који је остварио додавања за 5.000 јарди у сезони; завршио је са 5,235 јарди, по чему се нашао на другим мјесту свих времена, иза Друа Бреса са 5,476. Њу Ингланд је освојио титулу првака дивизије, са 13 побједа и три пораза и ушли су у плеј оф као први носиоци. Због својих игара, изабран је за Про боул, а у анкети за најбољег играча лиге, завршио је на четвртом мјесту, док је за најбољег играча изабран квотербек Грин Беја — Арон Роџерс.

„Нема квотербека којег бих радије имао од Тома Брејдија. Он је најбољи. Он ради толико много за нас, на толико много начина и на много различитих нивоа. Веома сам срећан што је он наш квотербек у због тога што је у стању да уради за тим. Добро је побјеђивати са њим и свим осталим нашим играчима. Ако је то више него што је неко други урадио, стварно ме није брига за то.

—Бил Беличик, након финала конференције 2011.
У другој рунди плеј офа, у побједи од 45:10 против Денвера, упутио је додавања за шест тачдауна, чиме се изједначио са Дерилом Ламоником са највише тачдауна на једној утакмици плеј офа. Са побједом, заједно са тренером — Билом Беличиком, поставио је нови рекорд по броју побједа у плеј офу дуа тренер—квотербек, са 15. У финалу конференције, против Балтимора, није успио да баци додавање за тачдаун први пут након 36 утакмица заредом, али је у финишу меча, постигао тачдаун након трчања од једне јарде; ударач Балтимора — Били Кандиф, промашио је шут из поља и Њу Ингланд је побиједио 23:20 и пласирали су се у Супербоул по пети пут.
У Супербоулу XLVI, Њу Ингланд је играо против Њујорка, у репризи дуела из 2008, када је Њујорк побиједио. У првој серији напада, Брејди је кажњен због намјерног приземљења лопте у енд зони, чиме је Њујорк постигао сејфти и повео 2:0 на почетку, а на крају прве четвртине водили су 9:0. У наставку, бацио је додавање за тачдаун од 96 јарди, чиме је изједначио рекорд по броју јарди за тачдаун у Супербоулу и водио је Њу Ингланд до преокрета и вођства 10:9 на полувремену, са 20 додавања из 23 покушаја, остваривши 16 додавања заредом, чиме је поставио нови рекорд Супербоула. Након треће четвртине, Њу Ингланд је водио 17:15, али је, на минут прије краја меча, Ели Менинг постигао тачдаун за шест поена и побједу Њујорка 21:17, чиме је Брејди изгубио друго финале Супербоула за пет година.

#### 2012—2013: Титуле у дивизији и финала конференције
Стартовао је свих 16 утакмица у регуларном дијелу у сезони 2012. и предводио је тим до титуле у дивизији, са 12 побједа и четири пораза, поставши тако први квотербек који је освојио десет титула у дивизији. Са укупно 557 поена, Њу Ингланд је постао једини тим који је постигао минимум 500 поена у четири различите сезоне, а Брејди је предводио тим сва четири пута, чиме је такође поставио рекорд. Сезону је завршио са додавањима за 4,827 јарди и 34 тачдауна, уз осам пресјечених лопти, остваривши рејтинг додавања од 98,7 и добио је позивницу за Про боул осми пут у каријери. На листи 100 најбољих играча, изабран је на четврто мјесто другу годину заредом.
У другој рунди плеј офа, предводио је тим до побједе 41:28 против Хјустон тексанса, захваљујући чему је престигао Монтану са највише побједа у плеј офу, са 17. У финалу конференције, Њу Ингланд је изгубио од Балтимора 28:13, након што су водили на полувремену 13:7. Брејди је тако изгубио прву утакмицу кући након што је његов тим водио на полувремену, остваривши свих 67 побједа прије тога.
На дан 25. фебруара 2013, потписао је нови, трогодишњи уговор са тимом, до 2017. Новинар — Петер Кинг, написао је да је продужетак уговора изванредна ствар, додавши да је жеља Роберта Крафта, власника Њу Ингланда, да Брејди заврши каријеру у патриотсима.
На почетку сезоне 2013, Роб Гронкауски се повриједио, Арон Ернандез је ухапшен због сумње за убиство, Вес Векер је прешао у Денвер, Дени Вудхед је отишао у Сан Дијего, а Брендон Лојд је отпуштен и тим је морао да нађе замјене за пет играча. Доведен је Дени Амендола из ремса, док су на драфту изабрали Арона Добсона и Џоша Бојса, као и недрафтованог слободног агента — Кенбрела Добсона. На прве двије утакмице у сезони, Брејди је имао проценат од 52% успјешних додавања и три тачдауна, уз једну пресјечену лопту.
Био је близу обарања рекорда Друа Бреса, од 54 утакмице заредом у регуларном дијелу током којих је упутио додавање за тачдаун, али је дошао до 52 утакмице, након чега му је прекинут низ у поразу од Синсинатија 13:6, у петом колу.
Изабран је за Про боул девети пут у каријери, а у избору 100 најбољих играча у лиги, завршио је на трећем мјесту. Њу Ингланд је освојио титулу у дивизији, са 12 побједа и 4 пораза и били су други носиоци у плеј офу, захваљујући чему су прескочили прву рунду. У другој рунди, у побједи од 43:22 против Индијанаполиса, остварио је 13 додавања из 25 покушаја, за 198 јарди, без тачдауна, на својој 25 утакмици у плеј офу, чиме је срушио рекорд Брета Фавра, као квотербек са највише наступа у плеј офу. Недељу дана касније, изгубили су у финалу конференције 26:16 од Денвера.

#### 2014: Четврти Супербоул
На првој утакмици у сезони 2014, у поразу 33:20 од Мајамија, остварио је додавања за 241 јарду и тачдаун; то му је био први пораз на првој утакмици у сезони од 2003. У другој утакмици, Њу Ингланд је побиједио Минесота вајкингсе 30:7. Освојио је рекордну, 12 титулу првака дивизије, а изабран је за Про боул по десети пут, док је на листи 100 најбољих играча завршио на трећем мјесту.
У побједи од 35:31 против Балтимора, у другој рунди плеј офа, остварио је бацања за три тачдауна и постигао је један тачдаун након трчања, чиме је срушио клупски рекорд по броју тачдауна након трчања, који је држао Кертис Мартин, као и рекорд по броју тачдауна у плеј офу свих времена, са 46, чиме је престигао Монтану, који је постигао 45. Балтимор је повео 14:0 у првој серији напада, након чега је Њу Ингланд изједначио на 14:14; при крају полувремена, Брејди је упутио додавање, али је лопта пресјечена и Балтимор је повео 28:14. У другом полувремену, упутио је додавање од 80 јарди за тачдаун Гронкауског, чиме је Њу Ингланд смањио на 28:21, након чега је упутио пас назад до Џулијана Еделмана, који је додао до Амендоле за тачдаун. Џастин Такер је погодио из поља са 25 јарди, чиме је Балтимор повео 31:28 у четвртој четвртини. Брејди је упутио додавање за тачдаун Брендона Лафелија и прво вођство Њу Ингланда, 35:31 на пет минута до краја утакмице. Дурон Хармон није успио да пресијече лопту, док је и покушај Џоија Фалка био неуспјешан за Балтимор и Њу Ингланд је побиједио и пласирао се у финале конференције, што је било четврто финале заредом за Брејдија и рекордно девето укупно. У финалу конференције, побиједили су Индијанаполис 45:7 и пласирали су се у Супербоул, што је био шести Супербоул за Брејдија, чиме је срушио рекорд Џона Елвеја са пет.
У Супербоулу XLIX, упутио је 37 додавања од 50 покушаја, за 328 јарди, четири тачдауна и двије пресјечене лопте. На крају треће четвртине, Сијетл сихокси су водили 24:14, након чега је Брејди предводио Њу Ингланд до 14:0 у четвртој четвртини и побједу 28:24, чиме је освојио Супербоул по четврти пут и изједначио се са Монтаном на првом мјесту, са највише титула стартног квотербека. Добио је награду за МВП-ија Супербоула по трећи пут, по чему се такође изједначио са Монтаном. Са 37 комплетираних додавања, поставио је нови рекорд у Супербоулу; такође, поставио је нови рекорд по броју тачдауна након додавања у Супербоулу, са 13, срушивши рекорд Монтане.

##### Оптужбе за испумпавање лопти
На дан 6. маја 2015, НФЛ је објавио извјештај на 243 странице, о испумпавању лопти коришћених у финалу конференције за сезону 2014. Извјештај је завршен са тим да је Брејди, барем био свјестан тога да су лопте издуване и, пет дана касније, суспендован је на четири утакмице због своје умијешаности, на основу „значајних и вјеродостојних доказа“ да је знао да су запослени у тиму издували лопте и да није хтио да сарађује у истрази. Истог дана, потпредсједник фудбалских операција НФЛ-а — Трој Винсент, послао му је писмо, у којем је писало: „Ваши потези, како су изнесени у извјештају, јасно представљају понашање које штети интегритету и повјерењу јавности у професионалну фудбалску игру.“ Преко Асоцијације играча НФЛ-а, жалио се на пресуду 14. маја.
На дан 28. јула, комесар лиге — Роџер Гудел, подржао је суспензију на четири утакмице, наводећи да је то што је Брејди уништио мобилни телефон, кључни фактор због којег је подржао суспензију. званичници лиге, предали су документа пред савезним судом тражећи потврду одлуке Гудела за суспензијом. Добио је дозволу да се жали на одлуку суда преко Асоцијације играча (NFLPA), а објавио је изјаву на друштвеној мрежи Facebook, у којој је навео да је је разочаран због одлуке Гудела да подржи суспензију.
Новинар са сајта Bleacher Report — Мајк Фриман, сложио се са одлуком, наводећи да је казна брутална, али заслужена. Бројни новинари и аналитичари изјавили су да је репутација коју су Патриотси имали, као тим који крши правила, главни разлог због којег је казна била велика. Други су изјавили да је казна оштра, али поштена.
На дан 3. септембра, судија — Ричард Берман, из Окружног суда за јужни округ Њујорка, поништио је пресуду НФЛ-а, што је омогућило Брејдију да стартује прве четири утакмице у сезони 2015; у својој одлуци, судија је навео да је НФЛ пропустио да Брејдију правилно најави оптужбе против њега и могућност суспензије. Након суђења, Гудел је критикован због манипулисања са свједочењем Брејдија на саслушању поводом одлуке да га суспендује.

#### 2015: Титула у дивизији
На првој утакмици у сезони 2015, упутио је додавања за 288 јарди и четири тачдауна, од чега три за Гронкауског, у побједи од 28:21 против Питсбурга, чиме је остварио 161 побједу у каријери у регуларном дијелу и срушио рекорд по броју побједа од стране стартног квотербека за један тим у регуларном дијелу, који је држао бивши квотербек Грин Беј пакерса — Брет Фавр. На другој утакмици, остварио је додавања за 466 јарди и три тачдауна, у побједи од 40:32 против Буфала. Током првих пет утакмица у сезони, остварио је бацања за 14 тачдауна, са једном пресјеченом лоптом и рејтинг додавања од 118,4. На осмој утакмици, у побједи од 36:7 против Мајамија, остварио је додавања за 356 јарди и четири тачдауна и проглашен је за офанзивног играча недеље у конференцији, 25 пут у каријери.
Након десет побједа у првих десет утакмица, Њу Ингланд је изгубио од Денвера 30:24 након продужетка; за Њу Ингланд нису играли бројни играчи у нападу због повреде, док за Денвер није играо Менинг. Њу Ингланд је затим изгубио три од последњих пет утакмица и завршили су сезону са 12 побједа и четири пораза четврту годину заредом, а освојили су титулу првака дивизије седми пут заредом и пласирали се у плеј оф као други носиоци. Регуларни дио сезоне завршио је са највише тачдауна након додавања у лиги — 36, уз седам пресјечених лопти. Изабран је за Про боул 11 пут у каријери и седми пут заредом, а у избору за листу од 100 најбољих играча у лиги, завршио је на другом мјесту, иза квотербека — Кема Њутона, који је проглашен за МВП-ија.
Са повратком Еделмана у тим након повреде, Њу Ингланд је побиједио Канзас Сити 27:20 у другој рунди плеј офа, након што су били слободни у првој рунди. На утакмици, упутио је 28 успјешних додавања из 42 покушаја, за 302 јарде и два тачдауна, као и један постигнут тачдаун након трчања, чиме је предводио тим до петог финала конференције заредом. У финалу конференције, Њу Ингланд је играо против Денвера, што је била 17 и последња утакмица између Брејдија и Менинга, у ривалству које је описано као највеће индивидуално ривалство у историји лиге. У финалу, Брејди је остварио 27 додавања из 56 покушаја, за један тачдаун, уз једну пресјечену лопту, а Њу Ингланд је изгубио 20:18, након што је покушај за претварање за два поена и изједначење, на 30 секунди до краја, био неуспјешан.

##### Суспензија због испумпавања лопти
На дан 29. фебруара 2016, продужио је уговор на двије године, до краја сезоне 2019. На дан 3. марта, НФЛ је уложио жалбу на пресуду судије Бермана из 2015, који је поништио одлуку о суспензији Брејдија на четири утакмице, коју је лига донијела како би га казнила због сумњи да је био умијешан у испумпавање лопти пред утакмицу финала конференције 2014. На саслушању пред комисијом од троје судија Апелационог суда за други круг Сједињених Држава, испитани су адвокат НФЛ-а и адвокат Асоцијације играча, а судија — Дени Чин, навео је у писаној изјави да су „докази о неовлашћеном петљању са лоптом убједљиви, ако не и неодољиви“.
На дан 25. априла 2016, одлука да се укине казна Брејдија од четири утакмице суспензије, поништена је од стране Апелационог суда. Други судија — Барингтон Данијелс, заједно са судијом Чином, објавио је изјаву у којој се наводи да они не могу да преиспитају пресуду, али да само утврђују да ли су испуњени минимални правни стандарди синдикалног акта Тафт—Харли 1947. Предсједавајући судија — Роберт Кацман, изјавио је да су казне у НФЛ-у за такве ствари сличне и да комесар треба да дијели сопствену правду. На дан 23. маја, Брејди је уложио жалбу и тражио је поновно саслушање случаја пред цијелим вијећем Апелационог суда за други круг, али је суд одбио његов захтјев 13. јула. На дан 15. јула, објавио је да одустаје од даље борбе и да ће одрадити суспензију на прве четири утакмице у сезони 2016.

#### 2016: Пети Супербоул
Након што је пропустио прве четири утакмице у сезони 2016, због суспензије, вратио се на терен у октобру, када је остварио 28 додавања из 40 покушаја, за 406 јарди и три тачдауна, у побједи од 33:13 против Кливленда и добио је награду за офанзивног играча недеље у конференцији. Због добрих игара по повратку са суспензије, добио је награду за офанзивног играча мјесеца у конференцији, за октобар.
На 11 утакмици, остварио је додавања за четири тачдауна, без пресјечене лопте, у побједи од 30:17 против Сан Франциска у гостима. Са четири тачдауна на утакмици, дошао је до 444 тачдауна у регуларном дијелу сезоне, чиме је срушио рекорд Фавра по броју тачдауна за један тим. Недељу дана касније, остварио је 30 додавања од 50 покушаја, за 286 јарди и два тачдауна, у побједи од 22:17 против Њујорка.. То је била 500 побједа у историји тима, а током утакмице, постао је пети квотербек у историји који је остварио додавања за 60.000 јарди у каријери у регуларном дијелу сезоне, након Фавра, Менинга, Бреса и Дана Марина. Недељу дана касније, Њу Ингланд је побиједио Лос Анђелес 26:10, чиме је Брејди стигао до 201 побједе у каријери, укључујући и плеј оф.
Побједом против Денвера, Њу Ингланд је освојио осму титулу првака дивизије заредом и седми пут заредом били су слободни у првој рунди плеј офа, чиме су поставили оба рекорда у лиги. На дан 20. децембра 2016, позван је на Про боул 12 пут у каријери и осми пут заредом. Регуларни дио сезоне завршио је са 28 тачдауна након додавања и само двије пресјечене лопте, срушивши рекорд од 27:2 у односу тачдауна и пресјечених лопти, који је поставио Ник Фолс из Филаделфије 2003. Уврштен је у други идеални тим лиге, док је изабран за најбољег играча у лиги, у годишњој анкети НФЛ топ 100, поставши тако први играч који је двапут изабран за најбољег на листи, од њеног увођења 2011.
У другој рунди плеј офа, против Хјустона, који је имао најбољу одбрану у регуларном дијелу сезоне, остварио је 18 додавања из 38 покушаја, за 287 јарду и два тачдауна, уз двије пресјечене лопте, за побједу Њу Ингланда 34:16 и пласман у рекордно, шесто финале конференције заредом. У финалу, у побједи од 36:17 против Питсбурга, остварио је 32 додавања из 42 покушаја, за 384 јарде и три тачдауна, без пресјечене лопте, а заједно са Беличиком, освојио је рекордну, седму титулу првака конференције за тандем тренер—квотербек, чиме се Њу Ингланд пласирао рекордни, девети пут у Супербоул.
У Супербоулу LI, Њу Ингланд је играо против првака НФЦ конференције — Атланта фалконса. Брејди је остварио 43 додавања из 62 покушаја, за 466 јарди, чиме је поставио рекорд Супербоула, уз два тачдауна и једну пресјечену лопту, коју је узео Роберт Алфорд из Атланте и постигао тачдаун у другој четвртини. Њу Ингланд је губио 28:3 средином треће четвртине, али су направили серију 25:0 и изједначили на крају четврте четвртине и играли су се продужеци, по први пут у историји Супербоула. У продужетку, упутио је додавање за тачдаун и побједу 34:28, Њу Ингланд је остварио највећи повратак након што су губили у историји тима, као и у историји Супербоула, док је Брејди освојио свој пети Супербоул, чиме је поставио рекорд по броју титула неког квотербека и изједначио се на првом мјесту са највише побједа у историји Супербоула, са одбрамбеним играчем —Чарлсем Хејлијем; такође, проглашен је за МВП-ија Супербоула по четврти пут, чиме је поставио нови рекорд.

#### 2017: МВП и пораз у Супербоулу
На дан 12. маја 2017, нашао се на омоту за видео игру Madden NFL 18. У интервјуу за телевизију CBS, 17. маја, Чарли Роуз је упитао Брејдијеву жену — Жизел Биндшен, да ли жели да се он повуче, упркос томе што игра на високом нивоу; Биндшен је рекла да је Брејди доживио потрес мозга 2016, изјавивши: „мислим да често има потрес мозга, мислим, не причамо о томе, али има потрес мозга. Стварно не мислим да је здраво за било кога да пролази то.“ Након њене изјаве, НФЛ је издао саопштење, у којем су написали: „прегледали смо све извјештаје повезане са Томом Брејдијем, од стране неповезаних консултаната за неуротрауму и сертификованих атлетских тренера посматрача, који су радили на утакмицама које су Патриотси играли и кући и у гостима у сезони 2016, као и клупске извјештаје о повредама, који су послати званичницима лиге. Не постоје записи који указују на то да је господин Брејди претрпио повреду главе или потрес мозга или да је излагао или се жалио на симптоме потреса мозга. Данас смо били у контакту са НФЛПА и сарађиваћемо заједно како бисмо прикупили више информација од медицинског особља клуба и господина Брејдија.“ Брејдијев агент — Дон Џе, изјавио је да му није дијагностификован потрес мозга током 2016.
На првој утакмици у сезони 2017, Њу Ингланд је изгубио од Канзас Ситија. На другој утакмици, остварио је додавања за 44 јарде и три тачдауна, у побједи од 36:20 против Њу Орлеанса и добио је награду за офанзивног играча недеље 28 пут у каријери, чиме је срушио рекорд Пејтона Менинга по броју добијених награда у каријери. На шестој утакмици, Њу Ингланд је побиједио Њујорк 24:17, чиме је Брејди остварио 187 побједу у каријери, поставивши рекорд са највише побједа неког играча у регуларном дијелу у историји НФЛ лиге. На дан 19. децембра, изабран је за Про боул 13 пут у каријери. Са 40 година, постао је најстарији квотербек у историји који је стартовао све утакмице свог тима у регуларном дијелу сезоне, чиме је срушио рекорд Дага Флутија, који је са 38 година стартовао сваку утакмицу за Сан Дијего 2001; сезону је завршио са додавањима за 4,577 јарди, по чему је био лидер лиге и постао је најстарији играч у историји који је завршио сезону као лидер по броју јарди након додавања. Нашао се у првом идеалном тиму лиге по трећи пут, а такође, са 40 од 50 гласова, проглашен је за МВП-ија по трећи пут у каријери. Другу годину заредом и трећи пут укупно, проглашен је за најбољег играча лиге у годишњем избору НФЛ топ 100.
У другој рунди плеј офа, Њу Ингланд је побиједио Тенеси 35:14 и пласирали су се у финале конференције седму годину заредом. Дан након побједе против Тенесија, откривено је да је имао мањи захват на десној руци, због чега му је стављено неколико конаца. Упркос повреди, стартовао је финале конференције, против Џексонвила, који је водио 17:10 на крају треће четвртине, али је Брејди предводио тим у четвртој четвртини коју су добили 14:3 и побиједили су 24:20. Брејди је тако са Њу Ингландом освојио титулу првака конференције осми пут у каријери и изборио је наступ у Супербоулу, такође осми пут.
У Супербоулу LII, играли су против Филаделфије. Остварио је 28 успјешних додавања из 48 покушаја, за три тачдауна, једну пресјечену лопту и 505 јарди, чиме је поставио нови рекорд по броју јарди на једној утакмици у плеј офу. На два минута до краја, Филаделфија је водила 38:33, Брендон Грахам је сековао Брејдија, играчи Филаделфије су узели ничију лопту и постигли гол из поља за побједу 41:33, чиме су освојили прву титулу у историји, а на утакмици, тимови су заједно постигли највећи број јарди у историји НФЛ лиге. То је био трећи пут да је Брејди изгубио у Супербоулу, поставши тако један од четворице стартних квотербекова који су изгубили најмање три пута, након Џима Келија, Франа Таркентона и Џона Елвеја.

#### 2018: Шести Супербоул
Сезону 2018, своју 19 у НФЛ-у, почео је са додавањима за 277 јарди и три тачдауна, уз једну пресјечену лопту, у побједи од 27:20 против Хјустона, у првом колу. На петој утакмици, против Индијанаполиса, упутио је додавање за тачдаун Џоша Гордона, што му је било додавање за 500 тачдаун у каријери, а Гордон је постао 71 играч који је ухватио његово додавање за тачдаун, чиме је срушио рекорд Винија Теставердеа, који је упутио тачдаун додавања за 70 играча. На 15 утакмици, стигао је до 70.000 јарди након додавања, поставши четврти квотербек у историји лиге који је то успио. На 16 утакмици, упутио је додавања за 126 јарди, у побједи од 24:12 против Буфала, чиме је Њу Ингланд освојио десету титулу првака дивизије заредом и 16 за 18 година. На 17 утакмици, Њу Ингланд је побиједио Њујорк 38:3, захваљујући чему су имали најбољи учинак у Источној конференцији и били су слободни у првој рунди плеј офа. Сезону је завршио са 375 успјешних додавања из 570 покушаја, за 4,355 јарди, 29 тачдауна и 11 пресјечених лопти. Изабран је на шесто мјесто у листи најбољих 100 играча у НФЛ-у.
У другој рунди плеј офа, Њу Ингланд је побиједио Лос Анђелес чарџерсе 41:28 и пласирали су се у финале конференције, осми пут заредом, гдје су играли против Канзас Ситија у гостима. На полувремену, Њу Ингланд је водио 14:0, али је Канзас успио да изједначи у другом полувремену, на 31:31 и играо се продужетак. Брејди је упутио додавање од 75 јарди, а Рекс Бурхед је постигао тачдаун након трчања за побједу; изборио је тако трећи наступ у Супербоулу заредом и девети у каријери.
У Супербоулу LIII, остварио је 21 додавање из 35 покушаја, за 262 јарде, уз једну пресјечену лопту, а Њу Ингланд је побиједио Лос Анђелес ремсе 13:3, што је био најмањи број постигнутих поена у историји Супербоула. По први пут, на свом деветом Супербоулу, није упутио додавање за тачдаун, иако је, при резултату 3:3, на мање осам минута до краја, додао лопту до Гронкауског, који је постигао тачдаун за вођство. Њу Ингланд се изједначио са Питсбургом са највише титула у историји лиге, са шест, а Брејди је постао први играч у историји НФЛ-а који је освојио титулу шест пута, престигавши Чарлса Хејлија, са којим је био изједначен, са по пет титула. Такође, са 41 годином, постао је најстарији квотербек у историји који је освојио Супербоул.

#### 2019: Последња сезона у Њу Ингланду
На дан 4. августа 2019, продужио је уговор на још двије године, до 2021, вриједан 70 милиона долара, а услови у уговору омогућили су му да буде слободан агент на крају 2019. Са годишњом зарадом од 21,5 милиона долара, био је најплаћенији играч тима у 2019. Беличек није хтио да му да уговор на дужи период, који је Брејди тражио.
Сезону 2019. почео је са остварених 24 додавања од 36 покушаја, за 341 јарду и три тачдауна, у побједи од 33:3 против Питсбурга. У побједи од 33:7 против Вашингтона, у петом колу, остварио је додавања за 348 јарди, чиме је дошао на треће мјесто по броју јарди након додавања свих времена, са 71,923, престигавши Фавра, а дошао је на 17 јарди иза Менинга. Недељу дана касније, у побједи од 33:14 против Њујорка, остварио је 31 додавање из 41 покушаја, за 334 јарде, чиме је престигао Менинга на другом мјесту по броју јарди у регуларном дијелу, иза Бреса, а рачунајући и плеј оф, дошао је до првог мјеста, са највише јарди.
Иако је одбрана Њу Ингланда била добра, напад је стагнирао, а Брејди је рекао пријатељима да је осјетио да је Беличек узео напад здраво за готово, због тога што је био толико добар толико дуго; за телевизију NBC, изјавио је да је то била најјаднија серија 8—0 од стране квотербека у НФЛ-у. Након што су сезону почели са свих осам побједа на осам утакмица, у наставку су изгубили три од пет мечева, од чега два заредом, од Хјустона 28:22 и Канзас Ситија 23:16. На 17 утакмици у сезони, последњој у регуларном дијелу, против Мајамија, остварио је додавања за 221 јарду и два тачдауна, али је једна његова лопта пресјечена и, његов бивши саиграч — Ерик Роув, постигао је тачдаун за побједу Мајамија 27:24. Њу Ингланд је освојио титулу у дивизији 11 пут заредом, са 12 побједа и четири пораза, али су морали да играју од прве рунде у плеј офу, јер су имали слабији скор од Балтимора и гори међусобни скор од Канзас Ситија, који је такође завршио са 12 побједа и четири пораза у дивизији АФЦ Запад; то је био први пут од 2009. да је Њу Ингланд морао да учествује од прве рунде. Са два тачдауна на утакмици, престигао је Менинга на другом мјесту по броју тачдауна након додавања, са 541, иза Бреса.
У другој рунди плеј офа, Њу Ингланд је играо против Тенесија. На 15 секунди до краја, при резултату 14:13, за Тенеси, Брејди је упутио додавање, али је лопта пресјечена и корнебек Тенесија — Логан Рајан, постигао је тачдаун за побједу 20:13.
На дан 17. марта 2020, дан прије истека уговора са Њу Ингландом, објавио је да неће продужити уговор за 2020. и да ће напустити клуб након 20 година. Након што је потписао уговор са Тампа Бејом, постављени су билборди захвалности за све што је урадио на десет разних локација у граду Њу Ингланду, као и Масачусетсу.је

### Тампа Беј баканирси

#### 2020: Седми Супербоул
На дан 20. марта 2020. потписао је двогодишњи уговор са Тампа Беј баканирсима, вриједан 50 милиона долара гарантованог новца, а 4,5 милиона годишње у случају неактивности; уговор је такође укључивао клаузуле о забрани трејда и преговора са другим тимовима. Иако је број 12, који је носио током цијеле каријере, био већ додијељен Крису Гудвину, Гудвин је понудио да му да број, а он је узео број 14. У априлу 2020, Роб Гронкауски, са којим је играо у Њу Ингланду у периоду од 2010. до 2018, а који је првобитно био завршио каријеру на крају 2018, вратио се и потписао уговор са Тампа Бејом. Тренер — Брус Аријанс, изјавио је да је Брејди захтијевао да клуб доведе Гронкауског.
За Баканирсе дебитовао је 13. септембра, у поразу 34:23 од Њу Орлеанса, за који је играо Дру Брис. Остварио је 23 додавања из 36 покушаја, за 239 јарди, два тачдауна и двије пресјечене лопте, а постигао је један тачдаун након трчања. Тампа Беј је остварила три побједе заредом на наредне три утакмице, а на четвртој утакмици, у побједи од 38:31 против Лос Анђелес чарџерса, упутио је 30 додавања из 46 покушаја, за 369 јарди, пет тачдауна и једну пресјечену лопту. Са 43 године, постао је најстарији квотербек који је упутио додавања за пет тачдауна на утакмици, а такође, добио је награду за офанзивног играча конференције НФЦ по први пут у каријери. На деветој утакмици, у поразу 38:3 против Њу Орлеанса, упутио је додавања за 209 јарди, али су му три лопте пресјечене, што му је било највише изгубљених лопти на једној утакмици у каријери.
На 16 утакмици, у побједи од 47:7 против Детроита, упутио је 22 додавања из 27 покушаја, за 348 јарди и четири тачдауна у првом полувремену, чиме је остварио максимални рејтинг додавања, од 158.3, након чега је одмарао у другом полувремену. Са побједом, Тампа Беј се пласирала у плеј оф први пут послије 13 година. Сезону је завршио са додавањима за 4,633 јарде, 40 тачдауна и 12 пресјечених лопти, а Тампа Беј је завршила на другом мјесту у дивизији НФЦ Југ и морали су да играју од прве рунде у плеј офу.
У првој рунди плеј офа, Тампа Беј је играла против Вашингтона. Бацио је додавања за 381 јарду и два тачдауна, за побједу од 31:23; током утакмице, постао је најстарији играч у историји лиге који је упутио додавање за тачдаун у плеј офу. У другој рунди, упутио је додавања за 199 јарди и два тачдауна, у побједи од 30:20 против Њу Орлеанса. На утакмици, Брејди са 43 године, играо је против Бриса са 40 година, а утакмица је означена као једна од најбољих, јер је то последњи меч између играча који су били на прва два мјеста по броју тачдауна и по броју остварених јарди након додавања. Након 13 финала конференције са Њу Ингландом, по први пут се пласирао у финале у дресу Тампа Беја и 14 пут у каријери. У финалу конференције, у побједи од 31:26 против Грин Беја, упутио је 20 додавања из 36 покушаја, за 280 јарди, три тачдауна и три пресјечене лопте. На утакмици, по први пут је играо против Арона Роџерса у плеј офу, а њих двојица су статистички били најуспјешнији квотербекови у лиги. Са побједом, пласирао се у десети Супербоул, чиме је додатно повећао рекорд. Такође, постао је четврти квотербек који се у Супербоул пласирао са два различита тима, након Мортона, Варнера и Менинга, а други квотербек, након Мортона, коју се у Супербоул пласирао из обје конференције, а Тампа Беј је постао први тим који се пласирао у Супербоул коју се одржава на њиховом терену.
На Супербоулу LV, остварио је додавања за 201 јарду и три тачдауна, у побједи од 31:9 против Канзас Ситија и проглашен је за МВП-ија. Са додавањима за два тачдауна Гронкауског, поставио је рекорд са највише додавања за тачдаун једном хватачу у плеј офу, са 14, чиме је срушио рекорд Монтане који је Џерију Рајсу упутио додавања за 13 тачдауна. Са седмим освојеним Супербоулом, додатно је повећао рекорд по броју титула једног играча и повећао је рекорд по броју добијених награда за МВП-ија, са пет. Постао је други квотербек који је освојио Супербоул са два различита тима, након Менинга; такође, постао је играч са највише освојених титула у историји НФЛ-а, од оснивања 1920, рачунајући титуле освојене прије увођења Супербоула 1966, а изједначио се са Отом Грахамом по броју освојених титула у професионалном фудбалу; Грахам је освојио три титуле у НФЛ-у и четири у ААФЦ-у. Такође, са 43 године, постао је најстарији квотербек у историји Супербоула који је стартовао утакмицу, који је играо, који је побиједио и који је добио награду за МВП-ија.

#### 2021:
На дан 11. фебруара 2021. откривено је да се Брејди већим дијелом 2020. носио са нелагодношћу у кољену и да му је потребан мањи артроскоп за рутинско чишћење. На дан 12. марта, продужио је уговор на још једну годину, до 2022.
У оквиру меча четвртог кола регуларне сезоне 2021. г., Брејди је у прајм-тајм термину са својим Баксима гостовао на Стадиону Жилет у Бостону.

## Ривалство са Менингом
Ривалство између Брејдија и Менинга трајало је од 2001. до 2015. и сматра се највећим индивидуалним ривалством у НФЛ-у свих времена. Поређено је са великим ривалствима из других спортова, као што су ривалства Меџика Џонсона и Ларија Бирда у кошарци, Мухамеда Алија и Џоа Фрејзера у боксу, Кристијана Роналда и Лионела Месија у фудбалу, као и Роџера Федерера и Рафаела Надала у тенису.
Брејди је за Њу Ингланд играо од 2000, када је изабран као 199 пик у шестој рунди драфта, до 2019. Након што се Дру Бледсо повриједио на другој утакмици у сезони 2001, Брејди је стартовао наредну утакмицу против Индијанаполис колтса, за које је играо Менинг, што је био њихов први дуел, а Њу Ингланд је побиједио 44:13. Био је стартни квотербек у Њу Ингланду до 2019, изузев сезоне 2008, коју је пропустио због повреде, док је 2016. пропустио прве четири утакмице због суспензије. Менинга је на драфту 1998, изабрао Индијанаполис као првог пика, а играо је за тим до 2010, након чега је морао да пропусти сезону 2011. због повреде врата, а предводио је тим до учешћа у два Супербоула, од којих су освојили један. Након 14 година у Индијанаполису, прешао је у Денвер бронкосе 2012, гдје је играо до краја 2015, када је завршио каријеру. Предводио је и Денвер до учешћа у два Супербоула и освојио је један, на последњој утакмици у каријери.
Брејди је освојио Супербоул укупно седам пута, шест пута док је играо за Њу Ингланд и једном за Тампа Беј, док је Менинг освојио двапут, по једном за Индијанаполис и Денвер, чиме су њих двојица једини играчи који су освојили титуле са два различита клуба. Менинг је пет пута проглашен за МВП-ија лиге, а Брејди трипут, док је Брејди пет пута проглашен за МВП-ија Супербоула, а Менинг једном. Обојица су учествовала на Про боулу по 14 пута, а такође, обојица су изабрана у најбољи тим НФЛ-а свих времена 2019. у част прославе стогодишњице лиге.
Међусобно су се састајали 17 пута, Брејди је побиједио 11, а Менинг шест пута.

## Ван терена
Појављивао се као гост у више популарних телевизијских програма, као што је Уживо суботом увече 2005. Као гласовни глумац, позајмио је глас свом лику у епизоди цртане серије Симпсонови — „Хомеров и Недов помоз' Боже пас“ (енгл. Homer and Ned's Hail Mary Pass) у фебруару 2005, а у епизоди, гласове својим ликовима позајмили су и Леброн Џејмс, Јао Минг, Мишел Кван и Ворен Сап. Године 2006, појавио се у епизоди анимиране комедије ситуације Породични човјек — „Игре Патриотса“, а обје епизоде су снимљене недељу дана прије Супербоула тих година. Године 2009, појавио се у епизоди серије Свита, док се 2015. појавио као фиктивна верзије себе у филму Свита, као и у филму Тед 2.
Године 2007, био је модел за колоњску воду компаније Stetson. Појавио се у бројним рекламама за компаније Uggs, Under Armour, Movado, Aston Martin и Glaceau Smartwater, а према подацима часописа Forbes, зарадио је око 7 милиона евра од реклама само у току 2014. Године 2016, учествовао је у комерцијалној кампањи Beautyrest Black, компаније Simmons Bedding Company. Такође 2016, покренуо је сопствену линију веганских грицкалица.
На дан 20. јануара 2016, покренуо је сопствени вебсајт — TB12Sports.com, на којем се налазе информације о његовом режиму тренинга, као и онлајн продавница за куповину опреме и робе. Касније током године, 23. августа, бренд TB12, проширен је и на линију грицкалица, које садрже дијеталне, веганске и еколошке састојке, који не садрже глутен и млијечне производе. Мјесец дана касније, заједно са компанијама Boston Private и Robert Paul Properties, формирао је фондацији TB12, чији је циљ да обезбиједи бесплатну његу након повреде и тренинг сиромашним младим спортистима. У марту 2017, покренуо је сопствену линију љубичасте шаргарепе, за оброке који се нуде у његовом режиму исхране TB12. У оброку се користи природна храна, чији је фокус обезбјеђивање хранљивих састојака за опоравак током вјежбања. На дан 19. септембра 2017, издавачка кућа Simon & Schuster, објавила је његову прву књигу — Метод TB12: Како постићи доживотни врхунски учинак. За 48 сати од објављивања, нашла се на првом мјесту на списку најпродаванијих бестселера на сајту Amazon.com. На дан 8. октобра 2017, књига се нашла на првом мјесту најпродаванијих бестселера на недељној листи The New York Times-а.
Године 2018, режисер — Готам Чопра, објавио је документарни филм од шест епизода о Брејдију, које су снимане током сезоне 2016, када је освојио пети Супербоул, а у епизодама се приказује његов режим тренинга, као и породични живот са женом и двоје дјеце; назван је Tom vs Time, а приказиван је на платформи Facebook Watch. Према часопису The New York Times, у документарцу, приказан је током кампање против устаљеног мишљења о животном вијеку квотербека. Године 2020, покренуо је своју продукцијску кућу — 199 Productions.
Заједно са Пејтоном Менингом, Тајгером Вудсом и Филом Микелсоном, учествовао је на хуманитарном голф мечу 2 на 2, како би прикупили новац за опоравак од посљедица пандемије ковида 19; побиједили су Вудс и Пејтон.

## Приватни живот
Одгајан је као римокатолик, а у интервјуу за часопис The New York Times, рекао је да је духован, али не и религиозан. Изјавио је: „не знам у шта вјерујем. Мислим да постоји систем вјеровања, само нисам сигуран шта је то.“ У периоду од 2004. до краја 2006, излазио је са глумицом Бриџет Мојнахан, а у фебруару 2007, у интервјуу за часопис People, Мојнахан је изјавила да је у трећем мјесецу трудноће и да очекује Брејдијево дијете. Њих двоје су раскинули почетком децембра 2006, у периоду када је Мојнахан остала трудна. Њихов син — Џон Едвард Томас Мојнахан, рођен је у августу 2007, у Санта Моници, у Калифорнији.
Он је један од ретких професионалних спортиста који је у потпуности веган.
У децембру 2006, након што је раскинуо са Мојнахан, почео је да излази са бразилском манекенком — Жизел Биндшен. Године 2009, изјавио је да је упознао Биндшен тако што им је заједнички пријатељ уговорио састанак на слијепо. Вјенчали су се 26. фебруара 2009, на приватној церемонији у Санта Моници. Заједно, имају двоје дјеце. У децембру 2009, добили су сина коме су дали име Бенџамин Рејн, док су у децембру 2012. добили ћерку — Вивијен Лејк.
Бејзбол играч — Кевин Јукилис, постао му је зет 2012, када се оженио са његовом сестром, Џулијом. Са породицом живи у Бруклину, а понекад и у Њујорку. Имају више кућа, а љети живе у приватном резиденцијском клубу Џелоустон, близу Биг Скаја или у Аминији. Након што је прешао у Тампа Беј баканирсе 2020, изнајмио је вилу у Тампи, од бившег бејзбол играча и власника Мајами марлинса — Дерека Џетера. У децембру 2020, купили су кућу у Индијан Крику.

### Политика
Као специјални гост, присуствовао је говору предсједника Џорџа В. Буша, 20. јануара 2004. Исте године, за часопис ESPN The Magazine, изјавио је да би кандидовање за Сенатора Сједињених Држава била његова „најлуђа амбиција“.
Пријатељ је са бившим предсједником САД — Доналдом Трампом, а 2017, изјавио је да зна Трампа 16 година. На политичком скупу у Њу Хемпширу, дан прије предсједничких избора 2016, Трамп је изјавио да га је Брејди назвао и да му је рекао: „Доналде, ја те подржавам, ти си мој пријатељ и гласаћу за тебе.“ Ипак, Жизел Биндшен је на друштвеној мрежи Instagram, на питање да ли она и Брејди подржавају Трампа, одговорила „НЕ!“ Након Трампове кампање „Учинимо Америку сјајном поново“, капа са тим слоганом је пронађена у његовој свлачионици, али је он, на питања новинара, изјавио да му је Биндшен рекла да више не расправља о политици и да је то добра одлука. Након освајања Супербоула 2017, није се придружио саиграчима у посјети Бијелој кући, наводећи приватне породичне разлоге.
У интервјуу са Хауардом Стерном, у емисији The Howard Stern Show, у априлу 2020, рекао је да му је Трамп тражио да говори на конвенцији Републиканаца 2016, али да је он одбио, изјавивши: „било ми је непријатно јер не можете поништити ствари, не да бих поништио пријатељство, али политичка подршка је потпуно другачија од подршке пријатеља.“ Рекао је да зна Трампа од 2001. и да га је Трамп питао да буде судија на такмичењу за Мис САД 2002, након побједе у Супербоулу. Изјавио је да њих двојица имају пријатељски однос, да је Трамп долазио на утакмице Њу Ингланда, да се чују телефоном, као и да понекад играју голф заједно, али да не сматра да је добар потез да буде укључен у догађај који поларизира, попут предсједничких избора.
Иако се у медијима писало да ће можда да се укључи у политику, у интервјуу 2015, изјавио је да то неће урадити.
Године 2018, подржао је Хелен Брејди, из Републиканске странке, у избору за државног ревизора у Масачусетсу, али је изгубила од Сузан Бамп из Демократске странке.

### Дијета и стил живота
У свом режиму за очување здравља, користи технику трансценденталне медитације, јогу, као и веганску дијету 80/20, која укључује 80% алкалија и 20% кисјелина.
Заједно са породицом, придржава се контроверзне, строге дијете, „метода TB12“, која је привукла велику пажњу медија. Залаже се за то дневни унос воде у килограмима, треба да износи половину нечије тјелесне тежине у килограмима, а изјавио је да свакодневно уноси неколико стотина унци воде, односно минимум пет литара. Не конзумира већину воћа, печурке, парадајз, паприке, патлиџан, кафу, спортски напитак Геторејд, бијели шећер, брашно, глутен, млијечне производе, соду, житарице, бијели пиринач, кромпир и хљеб.
Његов пријатељ и саиграч — Роб Гронкауски, користи његову дијету базирану на биљкама, од 2017, а такође тренира са његовим фитнес тренером — Алексом Герером. Међу осталим спортистима који користе његову дијету, су квотербек — Кирк Кузинс и хокејаш — Марк Шајфли.

## Статистика каријере
| Легенда   | Легенда                          |
| --------- | -------------------------------- |
|           | НФЛ МВП                          |
|           | Супербоул МВП                    |
|           | Године када је освојио Супербоул |
|           | Рекорд НФЛ-а                     |
|           | Водећи у лиги                    |
| Болдовано | Рекорд каријере                  |

### Регуларни дио
| Г      | Тим    | Резултат у сезони | Резултат у сезони | Резултат у сезони | Додавања | Додавања | Додавања | Додавања | Додавања | Додавања | Додавања | Додавања | Додавања | Трчање | Трчање | Трчање | Трчање | Трчање | Сековање | Сековање | Ничија лопта | Ничија лопта |
| Г      | Тим    | У                 | Ст.               | Рез.              | КД       | ПД       | Пр.      | ЈД       | Ј/П      | НД       | ТД       | ПЛ       | РД       | ПТ     | ЈД     | Ј/П    | НД Т   | ТД     | СК       | ЈД       | НЛ О         | НЛ И         |
| ------ | ------ | ----------------- | ----------------- | ----------------- | -------- | -------- | -------- | -------- | -------- | -------- | -------- | -------- | -------- | ------ | ------ | ------ | ------ | ------ | -------- | -------- | ------------ | ------------ |
| 2000.  | ЊУ     | 1                 | 0                 | —                 | 1        | 3        | 33.3     | 6        | 2.0      | 6        | 0        | 0        | 42.4     | 0      | 0      | 0.0    | 0      | 0      | 0        | 0        | 0            | 0            |
| 2001.  | ЊУ     | 15                | 14                | 11−3              | 264      | 413      | 63.9     | 2,843    | 6.9      | 91       | 18       | 12       | 86.5     | 36     | 43     | 1.2    | 12     | 0      | 41       | 216      | 12           | 3            |
| 2002.  | ЊУ     | 16                | 16                | 9−7               | 373      | 601      | 62.1     | 3,764    | 6.3      | 49       | 28       | 14       | 85.7     | 42     | 110    | 2.6    | 15     | 1      | 31       | 190      | 11           | 5            |
| 2003.  | ЊУ     | 16                | 16                | 14−2              | 317      | 527      | 60.2     | 3,620    | 6.9      | 82       | 23       | 12       | 85.9     | 42     | 63     | 1.5    | 11     | 1      | 32       | 219      | 13           | 5            |
| 2004.  | ЊУ     | 16                | 16                | 14−2              | 288      | 474      | 60.8     | 3,692    | 7.8      | 50       | 28       | 14       | 92.6     | 43     | 28     | 0.7    | 10     | 0      | 26       | 162      | 7            | 5            |
| 2005.  | ЊУ     | 16                | 16                | 10−6              | 334      | 530      | 63.0     | 4,110    | 7.8      | 71       | 26       | 14       | 92.3     | 27     | 89     | 3.3    | 15     | 1      | 26       | 188      | 4            | 3            |
| 2006.  | ЊУ     | 16                | 16                | 12−4              | 319      | 516      | 61.8     | 3,529    | 6.8      | 62       | 24       | 12       | 87.9     | 49     | 102    | 2.1    | 22     | 0      | 26       | 175      | 12           | 4            |
| 2007.  | ЊУ     | 16                | 16                | 16−0              | 398      | 578      | 68.9     | 4,806    | 8.3      | 69       | 50       | 8        | 117.2    | 37     | 98     | 2.6    | 19     | 2      | 21       | 128      | 6            | 4            |
| 2008.  | ЊУ     | 1                 | 1                 | 1−0               | 7        | 11       | 63.6     | 76       | 6.9      | 26       | 0        | 0        | 83.9     | 0      | 0      | 0.0    | 0      | 0      | 0        | 0        | 0            | 0            |
| 2009.  | ЊУ     | 16                | 16                | 10−6              | 371      | 565      | 65.7     | 4,398    | 7.8      | 81       | 28       | 13       | 96.2     | 29     | 44     | 1.5    | 9      | 1      | 16       | 86       | 4            | 2            |
| 2010.  | ЊУ     | 16                | 16                | 14−2              | 324      | 492      | 65.9     | 3,900    | 7.9      | 79       | 36       | 4        | 111.0    | 31     | 30     | 1.0    | 9      | 1      | 25       | 175      | 3            | 1            |
| 2011.  | ЊУ     | 16                | 16                | 13−3              | 401      | 611      | 65.6     | 5.235    | 8.6      | 99       | 39       | 12       | 105.6    | 43     | 109    | 2.5    | 13     | 3      | 32       | 173      | 6            | 2            |
| 2012.  | ЊУ     | 16                | 16                | 12−4              | 401      | 637      | 63.0     | 4,827    | 7.6      | 83       | 34       | 8        | 98.7     | 23     | 32     | 1.4    | 7      | 4      | 27       | 182      | 2            | 0            |
| 2013.  | ЊУ     | 16                | 16                | 12−4              | 380      | 628      | 60.5     | 4,343    | 6.9      | 81       | 25       | 11       | 87.3     | 32     | 18     | 0.6    | 11     | 0      | 40       | 256      | 9            | 3            |
| 2014.  | ЊУ     | 16                | 16                | 12−4              | 373      | 582      | 64.1     | 4,109    | 7.1      | 69       | 33       | 9        | 97.4     | 36     | 57     | 1.6    | 17     | 0      | 21       | 134      | 6            | 3            |
| 2015.  | ЊУ     | 16                | 16                | 12−4              | 402      | 624      | 64.4     | 4,770    | 7.6      | 76       | 36       | 7        | 102.2    | 34     | 53     | 1.6    | 13     | 3      | 38       | 225      | 6            | 2            |
| 2016.  | ЊУ     | 12                | 12                | 11−1              | 291      | 432      | 67.4     | 3,554    | 8.2      | 79       | 28       | 2        | 112.2    | 28     | 64     | 2.3    | 15     | 0      | 15       | 87       | 5            | 0            |
| 2017.  | ЊУ     | 16                | 16                | 13−3              | 385      | 581      | 66.3     | 4,577    | 7.9      | 64       | 32       | 8        | 102.8    | 25     | 28     | 1.1    | 7      | 0      | 35       | 201      | 7            | 3            |
| 2018.  | ЊУ     | 16                | 16                | 11−5              | 375      | 570      | 65.8     | 4,355    | 7.6      | 63       | 29       | 11       | 97.7     | 23     | 35     | 1.5    | 10     | 2      | 21       | 147      | 4            | 2            |
| 2019.  | ЊУ     | 16                | 16                | 12−4              | 373      | 613      | 60.8     | 4,057    | 6.6      | 59       | 24       | 8        | 88.0     | 26     | 34     | 1.3    | 17     | 3      | 27       | 185      | 4            | 1            |
| 2020.  | ТБ     | 16                | 16                | 11−5              | 401      | 610      | 65.7     | 4,633    | 7.6      | 50       | 40       | 12       | 102.2    | 30     | 6      | 0.2    | 4      | 3      | 21       | 143      | 4            | 1            |
| Укупно | Укупно | 301               | 299               | 230−69            | 6,778    | 10,598   | 64.0     | 79,204   | 7.5      | 99       | 581      | 191      | 97.2     | 637    | 1,045  | 1.7    | 22     | 25     | 521      | 3,272    | 125          | 49           |

### Плеј оф
| Г      | Тим    | Резултат у сезони | Резултат у сезони | Резултат у сезони | Додавања | Додавања | Додавања | Додавања | Додавања | Додавања | Додавања | Додавања | Додавања | Трчање | Трчање | Трчање | Трчање | Трчање | Сековање | Сековање | Ничија лопта | Ничија лопта |
| Г      | Тим    | У                 | Ст.               | Рез.              | КД       | ПД       | Пр.      | ЈД       | Ј/П      | НД       | ТД       | ПЛ       | РД       | ПТ     | ЈД     | Ј/П    | НД Т   | ТД     | СК       | ЈД       | НЛ О         | НЛ И         |
| ------ | ------ | ----------------- | ----------------- | ----------------- | -------- | -------- | -------- | -------- | -------- | -------- | -------- | -------- | -------- | ------ | ------ | ------ | ------ | ------ | -------- | -------- | ------------ | ------------ |
| 2001.  | ЊУ     | 3                 | 3                 | 3−0               | 60       | 97       | 61.9     | 572      | 5.9      | 29       | 1        | 1        | 77.3     | 8      | 22     | 2.8    | 6      | 1      | 5        | 36       | 1            | 0            |
| 2003.  | ЊУ     | 3                 | 3                 | 3−0               | 75       | 126      | 59.5     | 792      | 6.3      | 52       | 5        | 2        | 84.5     | 12     | 18     | 1.5    | 12     | 0      | 0        | 0        | 0            | 0            |
| 2004.  | ЊУ     | 3                 | 3                 | 3−0               | 55       | 81       | 67.9     | 587      | 7.2      | 60       | 5        | 0        | 109.4    | 7      | 3      | 0.4    | 3      | 1      | 7        | 57       | 1            | 1            |
| 2005.  | ЊУ     | 2                 | 2                 | 1−1               | 35       | 63       | 55.6     | 542      | 8.6      | 73       | 4        | 2        | 92.2     | 3      | 8      | 2.7    | 7      | 0      | 4        | 12       | 2            | 0            |
| 2006.  | ЊУ     | 3                 | 3                 | 2−1               | 70       | 119      | 58.8     | 724      | 6.1      | 49       | 5        | 4        | 76.5     | 8      | 18     | 2.3    | 12     | 0      | 4        | 22       | 2            | 0            |
| 2007.  | ЊУ     | 3                 | 3                 | 2−1               | 77       | 109      | 70.6     | 737      | 6.8      | 53       | 6        | 3        | 96.0     | 4      | −1     | −0.2   | 2      | 0      | 8        | 52       | 1            | 1            |
| 2009.  | ЊУ     | 1                 | 1                 | 0−1               | 23       | 42       | 54.8     | 154      | 3.7      | 24       | 2        | 3        | 49.1     | 0      | 0      | 0.0    | 0      | 0      | 3        | 22       | 1            | 1            |
| 2010.  | ЊУ     | 1                 | 1                 | 0−1               | 29       | 45       | 64.4     | 299      | 6.6      | 37       | 2        | 1        | 89.0     | 2      | 2      | 1.0    | 3      | 0      | 5        | 40       | 1            | 0            |
| 2011.  | ЊУ     | 3                 | 3                 | 2−1               | 75       | 111      | 67.6     | 878      | 7.9      | 61       | 8        | 4        | 100.4    | 9      | 10     | 1.1    | 4      | 1      | 3        | 15       | 0            | 0            |
| 2012.  | ЊУ     | 2                 | 2                 | 1−1               | 54       | 94       | 57.4     | 664      | 7.1      | 49       | 4        | 2        | 84.7     | 3      | 4      | 1.3    | 3      | 0      | 1        | 9        | 0            | 0            |
| 2013.  | ЊУ     | 2                 | 2                 | 1−1               | 37       | 63       | 58.7     | 475      | 7.5      | 53       | 1        | 0        | 87.7     | 3      | 6      | 2.0    | 8      | 1      | 4        | 34       | 1            | 0            |
| 2014.  | ЊУ     | 3                 | 3                 | 3−0               | 93       | 135      | 68.9     | 921      | 6.8      | 46       | 10       | 4        | 100.3    | 11     | 10     | 0.9    | 9      | 1      | 4        | 24       | 0            | 0            |
| 2015.  | ЊУ     | 2                 | 2                 | 1−1               | 55       | 98       | 56.1     | 612      | 6.2      | 42       | 3        | 2        | 76.6     | 9      | 19     | 2.1    | 11     | 1      | 4        | 18       | 0            | 0            |
| 2016.  | ЊУ     | 3                 | 3                 | 3−0               | 93       | 142      | 65.5     | 1.137    | 8.0      | 48       | 7        | 3        | 97.7     | 9      | 13     | 1.4    | 15     | 0      | 9        | 42       | 0            | 0            |
| 2017.  | ЊУ     | 3                 | 3                 | 2−1               | 89       | 139      | 64.0     | 1,132    | 8.1      | 50       | 8        | 0        | 108.6    | 7      | 8      | 1.1    | 6      | 0      | 4        | 17       | 1            | 1            |
| 2018.  | ЊУ     | 3                 | 3                 | 3−0               | 85       | 125      | 68.0     | 953      | 7.6      | 35       | 2        | 3        | 85.8     | 5      | −4     | −0.8   | 0      | 0      | 1        | 9        | 1            | 0            |
| 2019.  | ЊУ     | 1                 | 1                 | 0−1               | 20       | 37       | 54.1     | 209      | 5.6      | 29       | 0        | 1        | 59.4     | 0      | 0      | 0.0    | 0      | 0      | 0        | 0        | 0            | 0            |
| 2020.  | ТБ     | 4                 | 4                 | 4−0               | 81       | 138      | 58.7     | 1,061    | 7.7      | 52       | 10       | 3        | 98.1     | 13     | −3     | −0.2   | 2      | 1      | 6        | 37       | 1            | 0            |
| Укупно | Укупно | 45                | 45                | 34−11             | 1,106    | 1,764    | 62.7     | 12,449   | 7.1      | 73       | 83       | 38       | 90.4     | 113    | 133    | 1.2    | 15     | 7      | 72       | 446      | 13           | 4            |

### Супербоул
| Година | СБ      | Тим    | Пр.    | Додавања | Додавања | Додавања | Додавања | Додавања | Додавања | Додавања | Додавања | Трчање | Трчање | Трчање | Трчање | Резултат        |
| Година | СБ      | Тим    | Пр.    | КД       | ПД       | Про.     | ЈД       | Ј/П      | ТД       | ПЛ       | РД       | ПТ     | ЈД     | Ј/П    | ТД     | Резултат        |
| ------ | ------- | ------ | ------ | -------- | -------- | -------- | -------- | -------- | -------- | -------- | -------- | ------ | ------ | ------ | ------ | --------------- |
| 2001.  | XXXVI   | ЊУИ    | СЛР    | 16       | 27       | 59.3     | 145      | 5.4      | 1        | 0        | 86.2     | 1      | 3      | 3.0    | 0      | Поб. 20:17      |
| 2003.  | XXXVIII | ЊУИ    | КАР    | 32       | 48       | 66.7     | 354      | 7.4      | 3        | 1        | 100.5    | 2      | 12     | 6.0    | 0      | Поб. 32:29      |
| 2004.  | XXXIX   | ЊУИ    | ФИЛ    | 23       | 33       | 69.7     | 236      | 7.2      | 2        | 0        | 110.2    | 1      | −1     | −1.0   | 0      | Поб. 24:21      |
| 2007.  | XLII    | Њу     | ЊУЏ    | 29       | 48       | 60.4     | 266      | 5.5      | 1        | 0        | 82.5     | 0      | 0      | 0      | 0      | Пор. 17:14      |
| 2011.  | XLVI    | ЊУИ    | ЊУЏ    | 27       | 41       | 65.9     | 276      | 6.7      | 2        | 1        | 91.5     | 0      | 0      | 0      | 0      | Пор. 21:17      |
| 2014.  | XLIX    | ЊУИ    | СИ     | 37       | 50       | 74.0     | 328      | 6.6      | 4        | 2        | 101.1    | 2      | −3     | −1.5   | 0      | Поб. 28:24      |
| 2016.  | LI      | ЊУИ    | АТЛ    | 43       | 62       | 69.4     | 466      | 7.5      | 2        | 1        | 95.2     | 1      | 15     | 15.0   | 0      | Поб. 34:28 (OT) |
| 2017.  | LII     | ЊУИ    | ФИЛ    | 28       | 48       | 58.3     | 505      | 10.5     | 3        | 0        | 115.4    | 1      | 6      | 6.0    | 0      | Пор. 41:33      |
| 2018.  | LIII    | ЊУИ    | ЛАР    | 21       | 35       | 60.0     | 262      | 7.5      | 0        | 1        | 71.3     | 2      | −2     | −1.0   | 0      | Поб. 13:3       |
| 2020.  | LV      | ТБ     | КС     | 21       | 29       | 72.4     | 201      | 6.9      | 3        | 0        | 125.8    | 4      | −2     | −0.5   | 0      | Поб. 31:9       |
| Укупно | Укупно  | Укупно | Укупно | 277      | 421      | 65.8     | 3,039    | 7.2      | 21       | 6        | 97.7     | 14     | 28     | 2.0    | 0      | Поб.−Пор. 7−3   |

## Постигнућа и рекорди

### Рекорди каријере
- Највише побједа од стране квотербека: 264
- Највише играних утакмица од стране квотербека: 346
- Највише стартованих утакмица од стране квотербека: 344
- Највише играних утакмица од стране неког играча у нападу: 346
- Највише стартованих утакмица од стране неког играча у нападу: 344
- Највише јарди након додавања: 91,653
- Највише тачдауна након додавања: 664
- Највише додавања за побједу: 61
- Највише повратака у четвртој четвртини: 48
- Највише освојених титула у НФЛ-у од стране играча: 7
- Највише освојених титула у професионалном фудбалу од стране играча: 7 (изједначен са Отом Грахамом)[505]

### Регуларни дио сезоне
- Највише побједа од стране квотербека: 230[66]
- Највише утакмица у којима је упутио додавање за два или више тачдауна : 173
- Највише играча којима је упутио додавање за тачдаун: 77
- Најбољи однос између тачдауна и пресјечених лопти у сезони: 28:2[506]
- Највише побједа на гостовању од стране квотербека: 98[507]
- Највише побједа кући од стране квотербека: 121[508]
- Једини квотербек који је на три утакмице заредом остварио додавања за 300 или више јарди, три или више тачдауна и без пресјечене лопте[509]
- Највише сезона са 35 или више додавања за тачдаун: 5 (изједначен)
- Највише стартова (299)
- Најстарији квотербек који је сезону завршио као лидер лиге по броју јарди након додавања: 40 (4,577 јарди: 2017)[510]
- Највише јарди у сезони од стране квотербека који има 40 година или је старији (43 године): 4,633[510]
- Најстарији играч који је добио награду за МВП-ија лиге: 40[84]
- Најстарији играч који је изабран у идеални први тим лиге: 40[511]
- Највише јарди након додавања за један тим: 74,571[84]
- Највише тачдауна након додавања за један тим: 541[512]
- Највише наступа на Про боулу: 14 (изједначен)[513]
- Највише сезона за један тим од стране квотербека: 19[514]
- Највише покушаја додавања: 10,598
- Највише тачдауна након додавања: 581
- Највише сезона у којима је завршио као најбољи у лиги по броју додавања за тачдаун: 4 (изједначен)[515]
- Највише узастопних сезона са најмање 10 побједа од стране стартног квотербека: 12 (изједначен са Пејтоном Менингом)
- Највише узастопних сезона са најмање 11 побједа од стране стартног квотербека: 11
- Највише узастопних сезона са скором 9-7 или бољим: 20
- Највише додавања за тачдаун од стране стартног квотербека који има 40 година или је старији: (2020,40)
- Једини квотербек у историји који је остварио додавања за најмање 40 тачдауна и у АФЦ (2007, 50) и у НФЦ конференцији (2020, 40)

| - Највише узастопних сезона у плеј офу од стране тима, играча или тренера: 12 - Највише побједа у плеј офу: 34 - Највише играних утакмица: 45 - Највише стартованих утакмица: 45 - Највише наступа у плеј офу - Највише побједа против стартних квотербекова: 27 - Највише побједа против највећег броја тимова од стране квотербека: 19 - Побједе на највећем броју стадиона од стране квотербека: 13 - Највише побједа од стране квотербека: 34 - Највише узастопних побједа од стране стартног квотербека: 10 (2001–2005) - Највише побједа на гостовању у сезони плеј офу од стране квотербека: 7 (изједначен са Џоом Фалком) - Најстарији играч који је упутио додавање за тачдаун (43 године, 6 мјесеци и 4 дана) - Највише узастопних побједа на почетку каријере као стартног квотербека: 10 (2001, 2003–2005) - Највише побједа кући од стране стартног квотербека: 20 (2001–2019) - Највише узастопних побједа кући од стране стартног квотербека: 9 (2013–2019) - Највише додавања за тачдаун: 83 - Највише додавања за тачдаун између квотербека и хватача: 14 (са Робом Гронкауским) - Највише јарди након додавања: 12,449 - Највише јарди након додавања на једној утакмици у плеј офу: 505 (Супербоул LII) - Највише комплетираних додавања: 1,106 - Највише покушаја додавања: 1,764 - Највише пресјечених лопти при покушају додавања: 38 - Највише освојених титула првака дивизије од стране стартног квотербека: 16 - Највише наступа у финалу конференције од стране стартног квотербека: 14 - Највише освојених титула првака конференције од стране стартног квотербека: 10 - Најстарији квотербек побједник АФЦ конференције: 41 година, 5 мјесеци и 17 дана - Најстарији квотербек побједник НФЦ конференције: 43 године и 174 дана - Највише утакмица са додавањима за 300 или више јарди: 16 - Највише додавања за побједу: 13 - Највише повратака у четвртој четвртини: 9 - Највише утакмица са двоцифреним додавањима за тачдаун: 27 | - Највише побједа од стране играча: 7 - Највише побједа од стране стартног квотербека: 7 - Више побједа него што има било који тим у НФЛ лиги појединачно (Њу Ингланд и Питсбург имају по шест побједа) - Једини је квотербек који је освојио Супербоул играјући и у АФЦ и у НФЦ конференцији - Један је од два квотербека који су освојили титулу са два различита тима, заједно са Пејтоном Менингом - Други је на листи са највише титула од стране тима, играче, тренера или руководиоца у историји лиге, иза Била Беличека који је освојио осам титула (шест са Њу Ингландом и двије са Њујорком) - Највише додавања за тачдаун: 21 - Највише јарди након додавања: 3,039 - Највише комплетираних додавања: 277 - Највише покушаја додавања: 421 - Највише комплетираних додавања у првом полувремену на једном Супербоулу: 20 (XLIX) - Највише комплетираних додавања на једном Супербоулу: 43 (LI) - Највише покушаја додавања на једном Супербоулу: 62 (LI) - Највише јарди након додавања на једном Супербоулу: 505 (LII) - Највише наступа на Супербоулу: 10 - Највише покушаја додавања без пресјечене лопте на једном Супербоулу: 48 (XLII & LII) - Најстарији квотербек који је стартовао Супербоул: 43 године, 6 мјесеци и 5 дана - Најстарији квотербек који је освојио Супербоул: 43 године, 6 мјесеци и 5 дана - Најстарији играч који је освојио награду за МВП-ија Супербоула: 43 years, 6 months, and 5 days - Најстарији квотербек из АФЦ конференције који је стартовао Супербоул: 41 година и 6 мјесеци - Најстарији квотербек из АФЦ конференције који је освојио Супербоул - Најстарији квотербек из АФЦ конференције који је освојио награду за МВП-ија на Супербоулу: 39 година, 6 мјесеци и 2 дана - Најстарији квотербек из НФЦ конференције који је стартовао Супербоул: 43 године, 6 мјесеци и 5 дана - Најстарији квотербек из НФЦ конференције који је освојио Супербоул: 43 године, 6 мјесеци и 5 дана - Најстарији квотербек из АФЦ конференције који је освојио награду за МВП-ија на Супербоулу: 43 године, 6 мјесеци и 5 дана - Највише узастопних успјешних додавања на једном Супербоулу: 16 (XLVI) - Највише додавања за побједу: 6 - Једини је квотербек који је стартовао три Супербоула заредом, од чега је два освојио, након што је претходно стартовао све утакмице у свакој сезони. - Једини је квотербек који је изгубио у Супербоулу (LII), након чега га је освојио годину дана касније (LIII), након што је у обје сезоне стартовао све утакмице - Једини је квотербек који је стартовао и освојио Супербоул и у АФЦ и у НФЦ конференцији. |